# Втрати силових структур внаслідок російського вторгнення в Україну (16 квітня — 30 квітня 2022)
У статті наведено список втрат українських військовослужбовців у російсько-українській війні, починаючи з 16 квітня 2022 року по 30 квітня 2022 року (включно).

## Список загиблих з 9 по 30 квітня 2022 року
| №                                               | Світлина Емблема | Прізвище, ім'я, по-батькові                                          | Про особу | Дата смерті                            | Обставини смерті |
| ----------------------------------------------- | ---------------- | -------------------------------------------------------------------- | --- | -------------------------------------- | --- |
| Квітень                                         |                  |                                                                      | |                                        | |
| 16 квітня                                       |                  |                                                                      | |                                        | |
| 6558                                            |                  | Кошурко Андрій Васильович                                            | 17 березня 1991, м. Дубровиця Рівненська область. Майор служби цивільного захисту, начальник частини гуманітарного розмінування Міжрегіонального центру гуманітарного розмінування та швидкого реагування ДСНС України. | 16 квітня 2022                         | За інформацією голів МВС України та Харківської обласної військової адміністрації, загинув під час самовідданих дій при розмінуванні російських касетних боєприпасів поблизу м. Харкова. Нагороджений орденом «За мужність» III ступеня (посмертно). |
| 6559                                            |                  | Герасимов Олег Васильович                                            | 15 березня 1972, м. Мерефа Харківська область. Прапорщик служби цивільного захисту, водій-сапер відділення піротехнічних робіт групи піротехнічних робіт частини гуманітарного розмінування Міжрегіонального центру гуманітарного розмінування та швидкого реагування ДСНС України. | 16 квітня 2022                         | За інформацією голів МВС України та Харківської обласної військової адміністрації, загинув під час самовідданих дій при розмінуванні російських касетних боєприпасів поблизу м. Харкова. Нагороджений орденом «За мужність» II ступеня (посмертно). |
| 6560                                            |                  | Стаднік Юрій Володимирович                                           | 12 квітня 1980, с. Павловське Костанайська область Казахська РСР. Старший прапорщик служби цивільного захисту, водій-сапер відділення піротехнічних робіт групи піротехнічних робіт частини гуманітарного розмінування Міжрегіонального центру гуманітарного розмінування та швидкого реагування ДСНС України. | 16 квітня 2022                         | За інформацією голів МВС України та Харківської обласної військової адміністрації, загинув під час самовідданих дій при розмінуванні російських касетних боєприпасів поблизу м. Харкова. Нагороджений орденом «За мужність» III ступеня (посмертно). |
| 6561                                            |                  | Габрусь Степан                                                       | 36 років, мешканець м. Сколе Стрийський район Львівська область. Стрілець-снайпер підрозділу ЗС України (підрозділ — не уточнено). | 16 квітня 2022 (орієнтовно)            | Загинув в боях з агресором в ході відбиття російського вторгнення в Україну (місце — не уточнено). |
| 6562                                            |                  | Захарченко Олександр Григорович («Джин»)                             | 8 вересня 1964, с. Майданецьке Тальнівський район Черкаська область. Солдат, боєць добровольчого батальйону «ОДЧ Карпатська Січ». Закінчив Таращанський коледж. Технік-електрик, енергетик, столяр. Залишилась дружина, дочка і син. | 16 квітня 2022                         | Загинув у боях з російськими окупантами на Харківщині. |
| 6563                                            |                  | Федорак Ігор Ігорович («Шах»)                                        | 21 березня 1993, с. Ісаків Тлумацький район Івано-Франківська область. Обороняв Ірпінь, потім Харківщину. Боєць добровольчого батальйону «ОДЧ Карпатська Січ». Залишилась батьки, дружина і син. | 16 квітня 2022                         | Загинув у боях з російськими окупантами на Харківщині. |
| 6564                                            |                  | Лінкін Олександр Валерійович («Лінкольн»)                            | 10 березня 1985, с. Первомайське Ясинуватський район Донецька область. Боєць добровольчого батальйону «ОДЧ Карпатська Січ». За професією «інженер-будівельник», закінчив Донбаську національну академію будівництва і архітектури. З братом мав бізнес у м. Києві. Залишилась мати. | 16 квітня 2022                         | Загинув у боях з російськими окупантами на Харківщині. |
| 6565                                            |                  | Скрипін Станіслав Геннадійович («Тор»)                               | 28 серпня 1966, м. Первоуральськ Свердловська область (РФ). Боєць добровольчого батальйону «ОДЧ Карпатська Січ». Старший лейтенант запасу ЗС України, військовий десантник. Походив з української козацької родини, виселеної до Сибіру. Проживав у військовому містечку за Уралом. Повернувшись до Києва, закінчив Національний авіаційний університет. Інженер із приладів та електроустаткувань. Залишилась дружина. | 16 квітня 2022                         | Загинув у боях з російськими окупантами в Ізюмському районі на Харківщині. |
| 6566                                            |                  | Фраткін Володимир Олексійович                                        | 6 жовтня 1988, м. Мукачево Закарпатська область. Старший солдат, військовослужбовець 3 прикордонного загону імені Героя України полковника Євгенія Пікуса. Закінчив мукачівську школу № 20. Навчався на кухаря. Учасник АТО (2014—2016). Після початку російського вторгнення в Україну, повернувся із заробітків у Чехії та став на захист України. | 16 квітня 2022                         | Загинув у боях з російськими окупантами (місце — не уточнено). Нагороджений орденом «За мужність» III ступеня (посмертно). |
| 6567                                            |                  | Дутчак Володимир Васильович                                          | 1984, 38 років, мешканець с. Микитинці Івано-Франківська область. Солдат, військовослужбовець ЗС України (підрозділ — не уточнено). | 16 квітня 2022 (орієнтовно)            | Загинув в боях з російським агресором (місце — не уточнено). Нагороджений орденом «За мужність» III ступеня (посмертно). |
| 6568                                            |                  | Біцадзе Заза                                                         | 50 років, Грузія. Військовослужбовець ЗС України (підрозділ — не уточнено). | 16 квітня 2022                         | Загинув біля міста Рубіжне Луганської області, внаслідок ДТП, коли разом із Аліком Цаавою намагався вивезти із зони бойових дій тіло смертельно пораненого Аркадія Касрадзе. Похований в місті Руставі. |
| 6569                                            |                  | Касрадзе Аркадій                                                     | Грузія. Військовослужбовець ЗС України (підрозділ — не уточнено). | 16 квітня 2022                         | Забезпечив безпечне перекидання своїх товаришів на вогневу позицію, але отримав смертельне поранення біля міста Рубіжне, що на Луганщині. Похований у селі Ергнеті. |
| 6570                                            |                  | Цаава Алік                                                           | Грузія. Військовослужбовець ЗС України (підрозділ — не уточнено). | 16 квітня 2022                         | Загинув біля міста Рубіжне Луганської області, внаслідок ДТП, коли разом із Зазою Біцадзе намагався вивезти із зони бойових дій тіло смертельно пораненого Аркадія Касрадзе. Похований на фамільному кладовищі в місті Зугдіді. |
| 6571                                            |                  | Губський Віктор («Мойша»)                                            | 12 липня 1991, м. Івано-Франківськ. Військовослужбовець підрозділу Морської піхоти України (підрозділ — не уточнено). | 16 квітня 2022                         | Загинув в боях з російським агресором (місце — не уточнено). |
| 6572                                            |                  | Голіков Микола                                                       | 7 вересня 1993, с. Добровляни Калуський район Івано-Франківська область. Військовослужбовець Сил ТрО ЗС України м. Києва (підрозділ — не уточнено). Народився і жив у с. Добровлянах, потім навчався та працював у м. Калуші. 2014 року був у Третій сотні Майдану. Після Революції гідності воював у складі батальйону «Айдар». Потрапив у полон, був звільнений в результаті обміну. Після цього залишився жити у м. Києві, де одружився. Після початку російського вторгнення в Україну приєднався до ТрО ЗС України. | 16 квітня 2022                         | У боях за місто-герой України Ірпінь отримав 10 кульових поранень, переніс 18 операцій, але врятувати бійця не вдалося. |
| 6573                                            |                  | Чорний Дмитро Олексійович («Гелік»)                                  | 22 вересня 2000, м. Київ. Старший солдат, боєць ОЗСП «Азов». Після досягнення 18-річного віку, вступив до полку «Азову» та переїхав з м. Києва до м. Маріуполя. | 16 квітня 2022                         | Загинув в боях з російськими окупантами під час оборони м. Маріуполя Донецької області. Нагороджений орденом «За мужність» III ступеня (посмертно). |
| 6574                                            |                  | Формальова Валерія Євгеніївна                                        | 8 вересня 2000, м. Рубіжне Луганська область. Бойовий медик підрозділу 17 ОТБр. Мешкала в Рубіжному, що на Луганщині, але після початку російської агресії 2014 року переїхала до Кривого Рогу. Будучи студенткою Луганського національного університету здобувала фах фармацевтки. Спочатку працювала в кав'ярні, але в травні 2019 року підписала контракт з 17 ОТБр. Більше двадцяти військовослужбовців залишилися живі завдяки самовідданості та професійності молодої медсестри. | 16 квітня 2022                         | Вона з чотирьма фронтовиками зайшла у бліндаж після перезмінки під Новотошківським, що на Луганщині, і туди влучив ворожий снаряд. |
| 6575                                            |                  | Бабенко Борис Вікторович                                             | 1979 (42 роки), м. Кривий Ріг Дніпропетровська область. Старший солдат 17 ОТБр. Боронив Україну з 2014 року. Після початку повномасштабного вторгнення знову став на захист Батьківщини. Залишилась дружина та син. | 16 квітня 2022 (орієнтовно)            | Загинув в боях з російськими окупантами в Луганській області. |
| 6576                                            |                  | Толопко Степан                                                       | 47 років, м. Львів. Працював у лабораторії санітарно-ветеринарної експертизи у Львові. У 2000-му році переїхав на Хмельниччину. Працював механіком на сільськогосподарському виробничому кооперативі села Святець. Із 2014 року виконував бойові завдання у зоні проведення АТО у складі 24-ї ОМБр імені короля Данила ОК «Захід» Сухопутних військ ЗС України. Після 24 лютого попри статус особи з інвалідністю внаслідок війни воював у складі 28-ї ОМБр імені Лицарів Зимового Походу ОК «Південь» Сухопутних військ ЗС України. | 16 квітня 2022                         | Загинув в боях з окупантами (місце — не уточнено). Похований 1 грудня 2022 року на Личаківському кладовищі м. Львова. |
| 6577                                            |                  | Хаблак Олександр Вікторович                                          | Мешкав із сім'єю на Луганщині — в м. Біловодськ, згодом — у м. Сєвєродонецьк. У 2015 році вступив до ЗС України, служив у 72 ОМБр, пізніше — в ДПСУ. Головний сержант, військовослужбовець підрозділу ДПСУ (підрозділ — не уточнено). | (дата підлягає уточненню)              | Загинув в м. Кремінній на Луганщині під час важкого бою з росіянами. Похований у м. Дніпрі Нагороджений орденом «За мужність» III ступеня (посмертно). |
| 6578 … 6579                                     |                  | Україна                                                              | Військовослужбовці ЗС України. | 16 квітня 2022                         | (для доповнення за 16 квітня 2022 року) |
| 17 квітня                                       |                  |                                                                      | |                                        | |
| 6580                                            |                  | Орленко Юрій Миколайович                                             | 1977, Черкаська область. Солдат, навідник механізованого відділення механізованого взводу механізованої роти механізованого батальйону (підрозділ — не уточнено). | 17 квітня 2022                         | Загинув під час виконання службових обов'язків (місце — не уточнено). Похований в м. Смілі на Черкащині. |
| 6581                                            |                  | Волик Леонід Іванович                                                | 1985, с. Геронимівка Черкаська область. Старший сержант, військовослужбовець ЗС України (підрозділ — не уточнено). | 17 квітня 2022                         | Згідно з повідомленням Черкаської районної ради, військовослужбовець загинув в боях поблизу смт Новотошківське на Луганщині. Нагороджений орденом «За мужність» III ступеня (посмертно). |
| 6582                                            |                  | Колоколов Сергій Анатолійович («Тренер»)                             | 38 років. Військовослужбовець 105-го окремого стрілецького батальйону Сил ТрО ЗС України. Тренер-викладач Обласної спеціалізованої дитячо-юнацької спортивної школи олімпійського резерву з важкої атлетики, майстер спорту України. Його вихованці представляли на змаганнях з важкої атлетики місто Волноваху та Волноваський район Донецької області, ставали переможцями і призерами чемпіонатів України серед юнаків. 2014 року переїхав до Волновахи з окупованого Донецька, а 2018 року відкрив спортивну секцію. Залишилися дружина та маленька дитина. Після початку російського вторгнення в Україну став на захист України. | 17 квітня 2022                         | 8 квітня під час виконання бойового завдання в Донецькій області отримав поранення. Був доставлений у лікарню, але згодом помер. |
| 6583                                            |                  | («VEGAN»)                                                            | Військовослужбовець 114 ОБрТрО. | 17 квітня 2022                         | Загинув в боях з окупантами (місце — не уточнено). |
| 6584                                            |                  | Куртаніч Фелікс Валерійович («Лис Подольський»)                      | 1996, 26 років, с. Грижинці Тиврівський район Вінницька область. Мешканець смт Іванкова Київської області. Старший сержант, пілот дрона батальйону оперативного призначення НГУ ім. Сергія Кульчицького. Закінчив Чернігівський ліцей з посиленою військово-фізичною підготовкою. Учасник Революції гідності. Проходив військову службу в батальйонах «Карпатська січ», «Донбас», «Айдар» та з 2015 року брав участь у бойових діях в зоні АТО/ООС. У 2020 вступив на політологію в Університет Григорія Сковороди у Переяславі. З 24 лютого 2022 року брав участь у бойових діях в Авдіївці, Широкиному, Пісках та Кримському. Залишилися батьки, сестра та бабуся. | 17 квітня 2022                         | Загинув внаслідок артилерійського обстрілу поблизу м. Рубіжного Луганської області разом з 4-ма побратимами. Нагороджений орденом «За мужність» III ступеня (посмертно). Тіло опізнане завдяки ДНК-експертизі. Похований в рідному селі Грижинці. |
| 6585                                            |                  | Домінюк Леонід Анатолійович                                          | 57-59 років. Підполковник, начальник комендантського відділу Донецького прикордонного загону ДПСУ. В прикордонній службі — понад 30 років, 2015 року повернувся на службу. Нагороджений медаллю «За оборону рідної держави» (№ 24921). | 17 квітня 2022                         | Загинув в боях з російськими окупантами під час оборони м. Маріуполя Донецької області. |
| 6586                                            |                  | Середа Микола Миколайович                                            | 29 серпня 1985, м. Луцьк Волинська область. Солдат, військовослужбовець ЗС України (підрозділ — не уточнено). З початком російського вторгнення в Україну був призваний на військову службу за мобілізацією 5 березня 2022 року. | 17 квітня 2022                         | Загинув під час виконання бойового завдання щодо захисту незалежності України в м. Харкові. Похований на Алеї почесних поховань на кладовищі в с. Гаразджа Луцького району. Нагороджений орденом «За мужність» III ступеня (посмертно). |
| 6587                                            |                  | Антонов Віктор Федорович                                             | 1977, с. Ялтушків Барський район Вінницька область. Старший лейтенант, військовослужбовець ЗС України (підрозділ — не уточнено). Залишилася мати, дружина та син. | 17 квітня 2022                         | Отримав поранення, які стали несумісними з життям в бою з агресором в ході відбиття російського вторгнення в Україну (місце — не уточнено). Вся група, що потрапила у ворожу засідку, врятувалась завдяки йому, а він сам героїчно віддав життя за свою країну і побратимів. Похований в с. Ялтушків. Нагороджений орденом «За мужність» III ступеня (посмертно). |
| 6588                                            |                  | Гора Володимир Олексійович                                           | 23 липня 1983, с. Вербки Полтавська область. Військовослужбовець 95 ОДШБр. З 2002 року проходив службу в ЗС України у військовій частині «Десна». Учасник АТО. | 17 квітня 2022                         | Загинув під час виконання бойового завдання поблизу с. Довгенького в Харківській області. Був ідентифікований лише восени 2022 року. |
| 6589                                            |                  | Наседкін Віталій                                                     | 9.07.1983, с. Новий Яричів, Львівська область. Навчався у місцевому закладі загальної середньої освіти І-ІІІ ступенів. Здобув професійно-технічну освіту у Львові. Із перших днів повномасштабного вторгнення російської федерації став на захист Батьківщини від російських загарбників. Виконував бойові завдання на Донеччині та Луганщині у лавах 24-ї окремої механізованої бригади. | 17 квітня 2022                         | Залишилися батьки, дружина, двоє дітей та сестра. |
| 6590 … 6590                                     |                  | Україна                                                              | Військовослужбовці ЗС України. | 17 квітня 2022                         | (для доповнення за 17 квітня 2022 року) |
| 18 квітня                                       |                  |                                                                      | |                                        | |
| 6591                                            |                  | Савченко Іван Олександрович                                          | Лейтенант поліції, старший оперуповноважений Лисичанського відділу поліції Національної поліції України. Службу в органах внутрішніх справ розпочав у 2005 році. | 18 квітня 2022                         | Загинув під час виконання службових обов'язків під час відсічі та стримання збройної агресії з боку рф у м. Лисичанську на Луганщині. Нагороджений орденом «За мужність» III ступеня (посмертно). |
| 6592                                            |                  | Березневич Олександр Миколайович                                     | 20 листопада 1993, Смілянський район Черкаська область. Молодший сержант, стрілець-снайпер механізованого відділення окремої мотопіхотної бригади (підрозділ — не уточнено). | 18 квітня 2022                         | Загинув під час артилерійського обстрілу поблизу смт Новотошківське на Луганщині. Нагороджений орденом «За мужність» III ступеня (посмертно). |
| 6593                                            |                  | Бугайов Артем Вадимович                                              | 22 серпня 1997, с. Полянецьке Уманський район Черкаська область. Старший солдат, стрілець-помічник гранатометника десантно-штурмового взводу окремої десантно-штурмової бригади (підрозділ — не уточнено). | 18 квітня 2022                         | Загинув під час виконання бойового завдання поблизу селища Рідкодуб Донецької області. |
| 6594                                            |                  | Демиденко Олег Вікторович                                            | 22 серпня 1985, Черкаська область. Молодший сержант, військовослужбовець ЗС України (підрозділ — не уточнено). | 18 квітня 2022                         | Загинув в боях з агресором (місце — не уточнено). Похований в Білозірській сільській громаді на Черкащині. Нагороджений орденом «За мужність» III ступеня (посмертно). |
| 6595                                            |                  | («Лис»)                                                              | Військовослужбовець батальйону спеціального призначення «Донбас» НГУ. | 18 квітня 2022                         | Загинув в боях з російськими окупантами поблизу м. Попасної на Луганщині. |
| 6596                                            |                  | Сілецький Василь Іванович                                            | 5 січня 1999, мешканець с. Вирів Львівська область. Солдат, військовослужбовець ЗС України (підрозділ — не уточнено). Круглий сирота. З перших днів російського вторгнення в Україну став на захист України. | 18 квітня 2022                         | Загинув у бою із ворогом поблизу м. Попасної на Луганщині. Нагороджений орденом «За мужність» III ступеня (посмертно). |
| 6597                                            |                  | Опанасович Денис Володимирович («Вжик»)                              | 1989, 33 роки, м. Южне Одеська область. Військовослужбовець 28 ОМБр. З 205 по 2016 рік брав участь в АТО. Після початку повномасштабного вторгнення приєднався до міської муніципальної варти. З 8 березня по мобілізації пішов боронити рідну землю у складі ЗС України. | 18 квітня 2022                         | Загинув в боях з агресором в Олександрівці, що на Херсонщині. |
| 6598 … 6600                                     |                  | Україна                                                              | Військовослужбовці ЗС України. | 18 квітня 2022                         | (для доповнення за 18 квітня 2022 року) |
| 19 квітня                                       |                  |                                                                      | |                                        | |
| 6601                                            |                  | Токарчук Андрій Петрович                                             | 38 років, мешканець м. Бар Вінницька область. Лейтенант, військовослужбовець підрозділу НГУ (підрозділ — не уточнено). | 19 квітня 2022                         | Загинув в боях з агресором в ході відбиття російського вторгнення в Україну (місце — не уточнено). Похований в м. Бар. Нагороджений орденом «За мужність» III ступеня (посмертно). |
| 6602                                            |                  | Проценко Вадим Анатолійович                                          | 1992, мешканець м. Корсунь-Шевченківського Черкаська область. Солдат, оператор протитанкового відділення протитанкового взводу механізованого окремого батальйону 30 ОМБр. | 19 квітня 2022                         | Загинув у боях з агресором на Донеччині в ході відбиття російського вторгнення в Україну. Похований в м. Корсунь-Шевченківському. Нагороджений орденом «За мужність» III ступеня (посмертно) |
| 6603                                            |                  | Кононенко Олександр Володимирович                                    | 14 жовтня 1994, с. Калинівка (Роменський район) Сумська область. Майор, заступник командира механізованого батальйону з артилерії 17 ОТБр. Закінчив школу в сусідній Миколаївці. Після закінчення школи став військовослужбовцем за контрактом у військовій частині поблизу Києва. Був призначений на посаду старший механік радіорелейної станції зв'язку. Прослуживши місяця три, звернувся до командира роти, аби вчитися далі і поступив на навчання до НАСВ імені гетьмана Петра Сагайдачного у м. Львові за фахом артилериста. Випустився лейтенантом і з того часу служив в 17 танковій бригаді. Учасник АТО/ООС. Після російського вторгнення в Україну знову прибув до найгарячіших точок війни. Залишилися дружина та малолітній син. | 19 квітня 2022                         | 13 квітня під час ведення бойових дій поблизу смт Новотошківське Луганської області був важко поранений та евакуйований до м. Дніпра. Тиждень лікарі боролися за його життя, але від бойових поранень, офіцер помер. Нагороджений орденом «За мужність» III ступеня (посмертно). |
| 6604                                            |                  | Попович Андрій Федорович                                             | 10 лютого 1970, с. Ріпне Івано-Франківська область. Сержант, військовослужбовець ЗС України (підрозділ — не уточнено). Навчався у місцевій школі, потім у професійно-технічному училищі. Учасник АТО/ООС. Після початку російського вторгнення в Україну знову став на захист держави. | 19 квітня 2022                         | Загинув у боях з окупантами (місце — не уточнено). Нагороджений орденом «За мужність» III ступеня (посмертно). |
| 6605                                            |                  | Вакарчук Роман Михайлович                                            | 5 грудня 1994, с. Гарячківка Вінницька область. Молодший лейтенант, командир 3-го взводу 1-ї роти 11 ОМпБ. Закінчив Одеський політехнічний університет, відслужив строкову службу і вирішив стати професійним військовим. Вступив до Національну академію сухопутних військ ім. П. Сагайдачного. | 19 квітня 2022                         | Загинув від вибухової травми, яку отримав в боях з агресором на Херсонщині. |
| 6606                                            |                  | Башев Олексій Сергійович («Бек»)                                     | м. Нікополь Дніпропетровська область. Підполковник, військовослужбовець ЗС України (підрозділ — не уточнено). | 19 квітня 2022                         | Загинув в боях з окупантами (місце — не уточнено). Нагороджений орденом «Богдана Хмельницького» III ступеня (посмертно). |
| 6607                                            |                  | Кочетков Дмитро Олександрович («Дейдж»)                              | 28 липня 1979, смт Буди Харківська область. Старший солдат, військовослужбовець окремого загону спеціального призначення НГУ «Азов» Національної гвардії України. Закінчив НТУ «ХПІ». Захоплювався альпінізмом, на його рахунку багато сходжень, зокрема Казбек. Член Харківського обласного клубу альпіністів. В Азові з 2015-го року. Нагороджений орденом «За мужність» III та II ступеня. | 19 квітня 2022                         | Загинув в боях з російськими окупантами на заводі «Азовсталь» під час оборони м. Маріуполя Донецької області. Нагороджений орденом «За мужність» II ступеня (посмертно). |
| 6608                                            |                  | Волощенко Роман Юрійович («Лугань»)                                  | 16 травня 1983, с. Просяне (Марківський район) Луганська область. Сержант, військовослужбовець батальйону спеціального призначення «Донбас» НГУ. Учасник АТО. | 19 квітня 2022                         | Загинув в боях з агресором поблизу м. Попасної на Луганщині. |
| 6609                                            |                  | Романова Тетяна Олександрівна («Ромашка»)                            | 5 жовтня 1984, с. Малинівка, Донецька область. Молодший сержант, старший бойовий медик десантно-штурмової роти 503 ОБМП. Як медик за фахом, в 2016 році уклала контракт на військову службу в ЗС України. З серпня 2021 року перебувала у складі 503 ОБМП у зоні ООС. На її рахунку десятки врятованих життів українських бійців. Залишилися мати і неповнолітня донька. | 19 квітня 2022                         | Загинула внаслідок отриманої вибухової травми поблизу с. Новопіль Донецької області. Нагороджена орденом «За мужність» III ступеня (посмертно). |
| 6610                                            |                  | Сова Сергій Олександрович                                            | 13 червня 1986, 35 років, м. Нікополь Дніпропетровська область. Старший солдат, старший стрілець підрозділу 93 ОМБр. З дитинства захоплювався спортом. Кандидат у майстри спорту (бокс), чемпіон України серед юніорів. Був професійним кінологом. Захищав Україну з 2014 року з невеликою перервою. Залишилися дружина, 14-річний син та 9-річна донька. Герой України (посмертно). | 19 квітня 2022                         | Загинув у бою з російськими окупантами, ймовірно, коли разом з іншими бійцями потрапив в оточення на позиціях поблизу м.Ізюму на Харківщині. |
| 6611                                            |                  | Геник Степан Миронович                                               | 20 серпня 1984, с. Криве Тернопільська область. Старший солдат, військовослужбовець ЗС України (підрозділ — не уточнено). Учасник Революції гідності. З початком російсько-української війни відбув на фронт добровольцем. Активний учасник ГФ «Самооборона Козівщини», Громадської ветеранської організації "Спілка бійців та волонтерів АТО «Сила України». Залишилися дружина та двоє малолітніх синів. | 19 квітня 2022                         | Загинув під час бойового зіткнення з російськими окупантами та масованого артилерійського обстрілу на Донеччині. Похований в рідному селі. Нагороджений орденом «За мужність» III ступеня (посмертно). |
| 6612                                            |                  | Січкар Вадим Володимирович                                           | 1988, 34 роки, с. Вербівка Чортківський район Тернопільська область. Сержант, військовослужбовець ЗС України (підрозділ — не уточнено). Учасник Революції гідності. У 2015—2016 роках був учасником боїв в зоні АТО. З початком російського вторгнення в Україну добровольцем прибув на військову службу до ЗС України. Залишилися мати та 9-річний син. | 19 квітня 2022                         | Згідно повідомлення начальника пресслужби Тернопільського обласного ТЦК та СП, військовослужбовець загинув під час бойового зіткнення та масованого артилерійського обстрілу на Донеччині. Похований в рідному селі. Нагороджений орденом «За мужність» III ступеня (посмертно). |
| 6613                                            |                  | Герасименко Сергій Володимирович                                     | 12 березня 1990, с. Водяне Софіївський район Дніпропетровська область. Мешканець м. Теребовлі Тернопільської області. Старший солдат, військовослужбовець ЗС України (підрозділ — не уточнено). У 2016 році, під час мобілізації, добровільно прибув до військкомату та уклав контракт зі Збройними Силами України, який поновив у 2020 році. | 19 квітня 2022                         | Загинув в боях з російськими окупантами в ході відбиття російського вторгнення в Україну в Донецькій області. Похований в м. Теребовлі Тернопільської області. Нагороджений орденом «За мужність» III ступеня (посмертно). |
| 6614                                            |                  | Тертичний Олексій Михайлович («Каір»)                                | 31 рік, м. Кремінна, Луганська область. Мешкав у Рубіжному. Здобув економічну освіту. У 2017 році пішов служити у 53-тю окрему механізовану бригаду імені князя Володимира Мономаха. Обіймав посади зенітчика, гранатометника, снайпера. Брав участь в АТО. У березні 2022 року приєднався до Луганського зонального відділу Військової служби правопорядку ЗСУ. Був стрільцем групи охорони та патрульно-постової служби взводу охорони. Виконував усі поставлені задачі, ділився своїм бойовим досвідом. Потім командування вирішило створити бойовий підрозділ, до якого він потрапив. Звання старший солдат. | 19 квітня 2022                         | Загинув від осколкових поранень на рідній Луганщині біля м. Попасної, прикриваючи товаришів від пострілу ворожої гармати. Отримав чисельні осколкові поранення і помер на місці. Посмертно нагороджений орденом «За мужність» ІІІ ступеня. Похований у місті Кременчук на Полтавщині на Світошському цвинтарі. |
| 6615                                            |                  | Вознюк Віталій Володимирович                                         | с. Залізниця, Корецька громада, Рівненська область. Солдат, військовослужбовець ЗС України (підрозділ — не уточнено). | 19 квітня 2022                         | Загинув в боях з російськими окупантами в ході відбиття російського вторгнення в Україну (місце — не уточнено). Нагороджений орденом «За мужність» III ступеня (посмертно). |
|                                                 |                  | Мартинюк-Лотоцький Тарас Степанович                                  | 3 березня 1986, с. Равське, Рава-Руської міської територіальної громади. 3 роки проходив службу у зоні проведення АТО/ООС. Мобілізований в березні 2022. Солдат взводу радіорозвідки розвідувальної роти, 24ОМБр. | 19 квітня 2022                         | Загинув під час бойового зіткнення та масованого артилерійського обстрілу поблизу міста Попасної Луганської області. Нагороджений орденом «За мужність» III ступеня (посмертно). Залишилися дружина та син. |
|                                                 |                  | Максімко Віктор Миколайович («Кочерга»)                              | 19.08.1996. Прилетів до «Азовсталі» у складі першого рейсу. 26 березня отримав поранення в руку та поїхав до польового шпиталю в порт. Коли поранення більш-менш загоїлося, разом з іншими оборонцями відбивав атаки на порт, а потім проривався до Азовсталі. | 19 квітня 2022                         | Загинув в Маріуполі на позиції від вибуху у школі № 56. Залишився під завалами |
|                                                 |                  | Рягузов Ігор Володимирович («Сєкач»)                                 | 7 червня 1990. В часи АТО служив в батальйоні АЗОВ. Прилетів на гелікоптері в оточений Маріуполь. | 19 квітня 2022                         | Загинув в Маріуполі |
| 20 квітня                                       |                  |                                                                      | |                                        | |
| 6616                                            |                  | Скворцов Владислав Юрійович («Скворець»)                             | 29 липня 1996, м. Дніпро. Старший лейтенант, командир роти 93 ОМБр. В 2014 році, після початку російської агресії, пішов добровольцем до ЗС України. Після повернення із зони бойових дій закінчив Дніпровський національний університет імені Олеся Гончара, навчався на політолога. Згодом одружився. Після початку російського вторгнення в Україну відразу пішов захищати країну. Залишилась дружина та п'ятимісячна донька. | 20 квітня 2022                         | Загинув під час артилерійського обстрілу на Харківщині. Нагороджений орденом «За мужність» III ступеня (посмертно). |
| 6617                                            |                  | Бідняк Іван Олександрович                                            | 1 жовтня 1985, м. Марганець Дніпропетровська область. Старший солдат, військовослужбовець ЗС України (підрозділ — не уточнено). Майстер спорту України міжнародного класу з кульової стрільби. | 20 квітня 2022                         | Загинув від ворожої кулі під час виконання бойового завдання в Херсонській області. Нагороджений орденом «За мужність» III ступеня (посмертно). |
| 6618                                            |                  | Лемещук Володимир Володимирович                                      | м. Яворів Львівська область. Капітан, заступник командира батальйону 24 ОМБр. Випускник НАСВ імені гетьмана Петра Сагайдачного 2019 року. Проходив військову службу у 24-й ОМБр на посадах командира взводу, командира роти. Мав декілька ротацій у зону проведення операції Об'єднаних сил. Залишилися дружина та двомісячна донька. | 20 квітня 2022                         | Згідно з повідомленням Національної академії сухопутних військ, офіцер загинув в бою поблизу м. Попасної на Луганщині. Ціною свого життя він врятував життя чотирьом пораненим ворогом побратимам. Нагороджений орденом «Богдана Хмельницького» III ступеня (посмертно). |
| 6619                                            |                  | Ковбасюк Андрій Леонідович                                           | 54 роки, м. Хмельницький. Солдат, військовослужбовець 24 ОМБр. Проходив строкову службу у ЗС колишнього СРСР. Після демобілізації працював у пожежній охороні. З початком російського вторгнення в Україну добровольцем відбув до ЗС України. Не дожив до своєї 55-ї річниці два місяці. | 20 квітня 2022                         | Загинув у боях з російськими окупантами у м. Попасній на Луганщині. Нагороджений орденом «За мужність» III ступеня (посмертно). |
| 6621                                            |                  | Лапчук Віталій Степанович                                            | 15 квітня 1974, м. Херсон. Командир роти одного з підрозділів Сил ТрО ЗС України у м. Херсоні. За кілька років до російського вторгнення в Україну пішов у відставку з військової служби. Кадровий офіцер. До 2017 року викладав в Херсонському юридичному інституті Харківського національного університету внутрішніх справ (за іншими даними — Херсонському факультеті Одеського національного університету внутрішніх справ), захистив кандидатську з юридичної психології. Працював у Держрезерві в м. Києві, але після початку російського вторгнення, повернувся до Херсона. 26 лютого приєднався до ТрО ЗС України. Після окупації міста збирав і ховав зброю для майбутнього наступу ЗС України, а також розвозив людям хліб. | 20 квітня 2022                         | 27 березня окупанти схопили Віталія і жорстоко катували. Згодом його побите до невпізнання тіло з причепленою до ніг гирею знайшли у воді на річковому причалі в м. Херсоні. |
| 6622                                            |                  | Шинкаренко Ярослав Сергійович                                        | 15 червня 1999, м. Богуслав Київська область. Командир відділення розвідувальної роти 72 ОМБр. Закінчив Економіко-правовий коледж Київського кооперативного інституту та права. Брав участь в бойових дій у ході російсько-української війни з 2017 року. | 20 квітня 2022                         | Загинув в результаті підриву на ворожій протитанковій міні, здійснюючи патрулювання на авто поблизу смт Поліського на Київщині. Нагороджений орденом «За мужність» III ступеня (посмертно). |
| 6623                                            |                  | Ковальов Євген                                                       | 33 роки, смт Новопсков Луганська область. Військовослужбовець 110 ОБрТрО. Останні роки мешкав в Чехії, але в перші дні російського вторгнення в Україну повернувся до України і пішов боронити рідну землю від російських окупантів. Фанат «Зорі» (Луганськ). Залишилися дружина і дві доньки. | 20 квітня 2022                         | Загинув внаслідок мінометного обстрілу під Авдіївкою на Донеччині. |
| 6624                                            |                  | Чупіков Євген Євгенович («Люнокс»)                                   | 21 рік, м. Тернівка Дніпропетровської області. Солдат, військовослужбовець ОЗСП «Азов». Захоплювався психологією, релігією. | 20 квітня 2022                         | Загинув в боях з російськими окупантами під час оборони м. Маріуполя Донецької області. Нагороджений орденом «За мужність» III ступеня (посмертно). |
| 6625                                            |                  | Войтюк Дмитро Романович                                              | 23 роки, с. Будо-Рижани Житомирська область. Солдат, водій-електрик радіолокаційної розвідки дивізіону артилерійської розвідки 26 ОАБр. Працював на гірничо-збагачувальному комбінаті у селищі Іршанськ. | 20 квітня 2022                         | Загинув біля м. Привілля Луганської області. Нагороджений орденом «За мужність» III ступеня (посмертно). |
| 6626                                            |                  | Радченко Володимир Андрійович                                        | 26 липня 1996, с. Старичі Яворівського району. Вчився у Новояворівському ліцеї, а після його закінчення переїхав до Львова. Там він здобував освіту одразу у двох вишах — Львівському державному університеті внутрішніх справ, а також Львівському університеті бізнесу та права. З 2017 року вступив до Національної академії сухопутних військ ім. гетьмана Петра Сагайдачного. По закінченню академії юнак отримав звання лейтенанта та по розподілу став служити у 28 окремій механізованій бригаді ім. Лицарів Зимового Походу. У лавах цієї бригади захисник боронив державу під Мар'їнкою ще у часи АТО. | 20 квітня 2022                         | Загинув 20 квітня 2022 року поблизу села Олександрівка. Тіло повернули в серпні 2023 року. Похований 8 серпня 2023 в селі Старичі. |
|                                                 |                  | Краповой Іван                                                        | 12.10.1989, с. Дар'ївка Херсонської області. Навчався у Дар'ївському ліцеї № 2 Дар'ївської сільської ради. Після завершення навчання працював у будівельній сфері. У 2016 році вслід за батьком вступив до лав Збройних Сил України. Виконував бойові завдання у зоні проведення антитерористичної операції у складі 36-ї окремої бригади морської піхоти імені контрадмірала Михайла Білинського Військово-Морських Сил Збройних Сил України. Під час проходження служби заочно здобував освіту у Херсонському державному аграрно-економічному університеті. Із початком повномасштабного вторгнення його родина була змушена покинути рідний дім та переїхати на Львівщину. Сам він продовжив боронити державу на східному напрямку у складі 503-го окремого батальйону морської піхоти 38-ї окремої бригади морської піхоти ВМС ЗСУ. За особисту мужність був нагороджений численною кількістю відзнак. | 20 квітня 2022                         | Похорон відбувся 9 серпня 2024 у Львові. Залишилися батько, дружина, син та двоюрідні брати. |
| 21 квітня                                       |                  |                                                                      | |                                        | |
| 6627                                            |                  | Работін Ігор Миколайович                                             | 5 листопада 1991, м. Черкаси. Сержант, командир господарчого відділення взводу матеріального забезпечення десантно-штурмового батальйону окремої десантно-штурмової бригади (підрозділ — не уточнено). | 21 квітня 2022                         | Загинув в ході оборонного бою підрозділів бригади з противником поблизу селища Довгеньке Донецької області. Нагороджений орденом «За мужність» III ступеня (посмертно). |
| 6628                                            |                  | Ластович Олексій Юрійович («Кречет»)                                 | Головний сержант, військовослужбовець ОЗСП «Азов». Проходив службу в ДПС України на донецькому напрямку. Згодом перевівся до ОЗСП «Азов». Залишилися дружина, двоє доньок, новонароджений син і племінниця. | 21 квітня 2022                         | Загинув від пострілу ворожого снайпера у грудну клітку, який навиліт пробив дві пластини бронежилета в бою з російськими окупантами під час оборони м. Маріуполя Донецької області. Нагороджений орденом «За мужність» III ступеня (посмертно). |
| 6629                                            |                  | Посельський Роман Васильович                                         | м. Краматорськ Донецька область. Офіцер, командир підрозділу Сил ТрО ЗС України. Навчався у краматорській школі № 9. Закінчив Національний юридичний університет імені Ярослава Мудрого. | 21 квітня 2022                         | Загинув у боях з російськими окупантами (місце — не уточнено). |
| 6630                                            |                  | Касьяненко Віталій Васильович                                        | 16 травня 1992, м. Кропивницький. Капітан, артилерист 24 ОМБр. Випускник НАСВ імені гетьмана Петра Сагайдачного. Після закінчення академії пішов воювати на Донбас, був там п'ять років. З початку російського вторгнення в Україну знову пішов захищати Батьківщину. | 21 березня 2022                        | У Попасній потрапив під вогонь артилерії, внаслідок чого отримав не сумісні з життям поранення. Нагороджений орденом «Богдана Хмельницького» III ступеня (посмертно). |
| 6631                                            |                  | Рудіч Руслан Вікторович                                              | 29 червня 1974, с. Урмань Тернопільська область. Мешкав у м. Бережанах. Військовослужбовець 95 ОДШБр. Займався ремонтом і технічним обслуговуванням електричного устатковання. Мисливець. Проходив військову службу у складі 95 ОДШБр, брав участь в боях під Мар'їнкою, був демобілізований. Після початку російського вторгнення в Україну повернувся на схід України. | 21 квітня 2022                         | Загинув у боях з російськими окупантами (місце — не уточнено). |
| 6632                                            |                  | Ваверчак Любомир Михайлович                                          | 22 лютого 1995, 26 років, с. Карашинці Чортківський район Тернопільська область. Солдат, старший навідник гармати артилерійського взводу артилерійської батареї артилерійського дивізіону (підрозділ — не уточнено). Був нагороджений орденом «За мужність» III ступеня. | 21 квітня 2022                         | Згідно повідомлення Чортківського районного ТЦК та СП, військовослужбовець загинув в боях з російськими окупантами в ході відбиття російського вторгнення в Україну поблизу м. Харкова. Похований в рідному селі. Нагороджений орденом «За мужність» II ступеня (посмертно). |
| 6633                                            |                  | Шпак Сергій                                                          | 27 років, с. Миколаївка Новомосковського району. Після 9 класу пішов у металургійний технікум, де вивчився на зварювальника. Останнім місцем роботи перед повномасштабним вторгненням було «Автомагістраль» в Меліоративному. Працював механіком, ремонтував техніку. Добровольцем пішов воювати 24 лютого. Був у складі 93-ї бригади «Холодний яр». В перші ж дні війни їх під Харковом розбомбили. Командир зміг вивести 10 осіб, в тому числі і його. Після цього 10 днів був вдома, відпочив, і знову поїхав, в Охтирку та у Тростянець, Суми. Вони були там місяць. Возив вантаж 200. Потім його перенаправили на Харківщину де й загинув. | 21 квітня 2022                         | Загинув під селом Дмитрівка загинув 21 квітня 2022 року. Його вбила вибухова хвиля. Впродовж кількох днів чоловік вважався зниклим безвісти. |
| 6634                                            |                  | Кожухар Іван Ігорович                                                | 1991, Смоліне. Сержант, заступник командира бойової машини — навідник-оператор механізованого відділення механізованого взводу механізованої роти механізованого батальйону | 21 квітня 2022                         | Загинув внаслідок чисельних осколкових поранень, виконуючи бойові завдання та захищаючи українську землю від військ окупанта (місце — не уточнено). |
|                                                 |                  | Кругляк Олексій Анатолійович                                         | 14 березня 1994, смт Нововоронцовка Херсонська область. Військовослужбовець 2 взводу 9 роти 98 ОМБ 60 ОМПБр (в/ч А0335). Учасник АТО (2018). До Збройних Сил України був призваний 26.02.2022 року. | 21 квітня 2022                         | Загинув поблизу с. Трудолюбівки на Херсонщині, під час бою отримавши кульове поранення не сумісне з життям у голову. |
| 22 квітня                                       |                  |                                                                      | |                                        | |
| 6635                                            |                  | Кошелев Василь Володимирович                                         | 15 вересня 1997, с. Катеринівка Черкаська область. Мешканець с. Бурківці Київської області. Старший солдат, заступник командира бойової машини, навідник-оператор 2 механізованої роти 1 механізованого батальйону 72 ОМБр. Був призваний за мобілізацією до ЗС України у перший день російського вторгнення в Україну. Залишилася дружина та дві доньки. | 22 квітня 2022                         | Загинув поблизу с. Козача Лопань Дергачівського району при штурмі м. Золочіва на Харківщині. Екіпаж, в якому перебував також й Василь Кошелев, не встиг евакуюватися з палаючої БМП-2. Нагороджений орденом «За мужність» III ступеня (посмертно). |
| 6636                                            |                  | Скальд Сергій («Шпрот»)                                              | 43 роки, м. Чернівці. Боєць ОЗСП «Азов». Учасник Революції гідності, добровольцем вирушив у зону проведення АТО. Воював у складі ДУК «Правий сектор». Був учасником великої кількості розвідувальних операцій, учасник боїв у Авдіївці. Допомагав у блокуванні залізничного сполучення в рамках блокади ДЛНР. Потім повернувся на фронт. Командував 16-ю Резервною сотнею ДУК ПС на Буковині. Поет, автор збірки «Навиліт. Рими калібру 5,45». | 22 квітня 2022                         | Загинув в боях з російськими окупантами під час оборони м. Маріуполя Донецької області. |
| 6637                                            |                  | Гриценко Артур Володимирович                                         | 15 лютого 1979, смт Городниця Новоград-Волинський район Житомирська область. Солдат, військовослужбовець 95 ОДШБр. Колишній футболіст ФК «Львів», львівських «Карпат» та низки інших українських клубів. | 22 квітня 2022                         | Загинув у бою з окупантами поблизу м. Харкова. Нагороджений орденом «За мужність» III ступеня (посмертно). |
| 6638                                            |                  | Мартинченко Валентин Вікторович                                      | 3 квітня 1999, Корсунь-Шевченківський район Черкаська область. Молодший сержант, командир відділення десантно-штурмового взводу окремої десантно-штурмової бригади (підрозділ — не уточнено). З 2016 року брав активну участь у бойових діях на території Донецької та Луганських областей. | 22 квітня 2022                         | Загинув в районі смт Зарічне на Донеччині. |
| 6639                                            |                  | Хоменко Віктор Миколайович                                           | 1975, мешканець м. Корсунь-Шевченківський Черкаська область. Військовослужбовець ЗС України (підрозділ — не уточнено). | 22 квітня 2022                         | Згідно з повідомленням Черкаської районної ради, військовослужбовець загинув, боронячи українську землю від російських загарбників (місце — не уточнено). |
| 6640                                            |                  | Семеген Валентин Ілліч                                               | с. Мигове Чернівецька область. Військовослужбовець 21 ОМПБ. | 22 квітня 2022                         | Загинув в боях з російськими окупантами під час оборони м. Маріуполя Донецької області. |
| 6641                                            |                  | Ложка Віктор                                                         | м. Попасна Луганська область. Військовослужбовець батальйону спеціального призначення «Донбас» НГУ. У складі батальйону «Донбас» воював на сході ще в 2014—2016 роках. Коли ж почалося російського вторгнення в Україну, закрив свій магазин і пішов у військкомат та став на службу в рідний підрозділ. | 22 квітня 2022                         | Пішов з групою на допомогу іншому підрозділу і загинув у ближньому бою у рідній Попасній на Луганщині. |
| 6642                                            |                  | Закревський Антон                                                    | 20 років. Командир підрозділу Морської піхоти України (підрозділ — не уточнено). Паламар храму святителя Михаїла, першого Митрополита Київського. | 22 квітня 2022                         | Загинув в боях з окупантами поблизу м. Харкова. |
| 6643                                            |                  | Завада Михайло Йосипович                                             | 22 листопада 1981, 41 рік, с. Дрананівка Тернопільський район Тернопільська область. Солдат, стрілець підрозділу 68 ОЄБр. Працював у лісництві. Строкову військову службу не проходив, проте з початком російського вторгнення в Україну став на захист України. Залишилися мати, дружина та дві доньки. | 22 квітня 2022                         | Загинув в боях з російськими окупантами поблизу с. Богоявленки на Донеччині. Нагороджений орденом «За мужність» III ступеня (посмертно). |
| 6644                                            |                  | Польовий Михайло Васильович                                          | 21 листопада 1976, с. Великі Дедеркали Кременецький район Тернопільська область. Солдат, військовослужбовець ЗС України (підрозділ — не уточнено). Залишилася дружина. | 22 квітня 2022 (орієнтовно)            | Загинув в боях з російськими окупантами на Донеччині. Похований у рідному селі. Нагороджений орденом «За мужність» III ступеня (посмертно). |
| 6645                                            |                  | Поремський Віталій Володимирович                                     | 22 роки, с. Гордіївка Житомирська область. Старший солдат, навідник самохідної артилерійської установки «Гвоздика» 24 ОМБр. У 2019 році пішов служити за контрактом у Збройні сили України. | 22 квітня 2022                         | Загинув під час артилерійського обстрілу біля м. Попасної Луганської області. Нагороджений орденом «За мужність» III ступеня (посмертно). |
| 6646                                            |                  | Південна Корея                                                       | Південна Корея. Військовослужбовець ЗС України (підрозділ — не уточнено). Після російського вторгнення в Україну, добровільно долучився до ЗС України. | 22 квітня 2022 (орієнтовно)            | Загинув в боях з російськими окупантами (місце — не уточнено). |
| 6647                                            |                  | Афанасьєв Іван Ігорович («Афоня»)                                    | 25 років, м. Київ. Навчався у школі № 262. Закінчив Київське професійне училище залізничного транспорту імені Володимира Кудряшова. Продовжив навчання в технікумі транспортної інфраструктури. Прагнув стати водієм Київського метрополітену, проте його життя кардинально змінилося в одну мить. Він закохався у малюнки та фарби, у мистецтво татуювання. Був професіоналом своєї справи, відкрив студію татуювання «White bear tattoo», залишив свій відбиток на тілах багатьох людей не тільки в Україні, а й за кордоном. Вивчив декількох учнів, що з такою ж пристрастю продовжують його справу. Іван був активною людиною. Обожнював риболовлю. Все життя займався спортом. Був кандидатом у майстри спорту з акробатики, призером багатьох чемпіонатів з футболу. У березні 2022 року приєднався до лав ЗСУ. Служив стрільцем-помічником гранатометника у підрозділі Сил спеціальних операцій. | 22 квітня 2022                         | Загинув поблизу села Вільхівка на Харківщині. Повертаючись із бойового завдання, група захисників потрапила під ворожий обстріл. Під час цього їхній автомобіль підірвався на протитанковій міні. Іван був нагороджений медалями: «Вірність присязі», «За оборону Харкова» та посмертно орденом «За мужність» ІІІ ступеня. Поховали воїна на Берковецькому кладовищі у Києві.42 ділянка,8 ряд. Залишилися батьки, молодший брат і наречена. |
| 6647                                            |                  | Щербак Олег Іванович                                                 | 13 квітня 1973, м. Мерефа Харківська область | 22 квітня 2022                         | [ 113 ] |
|                                                 |                  | Голубаха Василь Миколайович                                          | 47 років, Могилівка. Мешкав в м. Гнівань. Старший лейтенант, військовослужбовець НГУ (підрозділ — не уточнено). | 22 квітня 2022                         | Загинув в боях з російськими окупантами в ході відбиття російського вторгнення в Україну (місце — не уточнено). Нагороджений орденом «За мужність» III ступеня (посмертно). |
|                                                 |                  | Кожушко Олександр Сергійович                                         | 12 січня 1998, селище Близнюки Харківська область | 22 квітня 2022                         | [ 115 ] |
| 23 квітня                                       |                  |                                                                      | |                                        | |
| 6648                                            |                  | Панасюк Віктор Олександрович                                         | 26 серпня 1983, Волинська область. Майор, льотчик вертольоту армійської авіації України (підрозділ — не уточнено). В 2010 році був призваний до ЗС України. З 2014 року воював на сході України, де отримав травму. Залишилася дружина і троє синів. | 23 квітня 2022                         | Був збитий в польоті під час керування вертольотом (місце — не уточнено). Нагороджений орденом «Богдана Хмельницького» II ступеня (посмертно). |
| 6649                                            |                  | Петрук Валентин Васильович                                           | 6 серпня 1997, с. Гута-Чугорська Кам'янець-Подільський район Хмельницька область. Старший солдат, снайпер-розвідник 131 ОРБ. У 18 років прибув до військкомату і записався добровольцем до війська, пізніше підписав контракт. З 2016 року брав участь у боях на Світлодарській дузі, Рубіжному, Попасній, Золотому, Водяному. Нагороджений відзнакою Президента України «За участь в антитерористичній операції». З перших днів широкомасштабного вторгнення росії виконував бойові завдання. | 23 квітня 2022                         | Загинув під обстрілами ворожих БМ-21 «Град» поблизу м. Покровська у Донецькій області. Нагороджений орденом «За мужність» III ступеня (посмертно). |
| 6650                                            |                  | Надутий Іван Володимирович                                           | 17 жовтня 1991, с. Никонорівка Краматорський район Донецька область. Солдат, військовослужбовець ЗС України (підрозділ — не уточнено). | 23 квітня 2022                         | Загинув, прикриваючи відхід свого підрозділу, не даючи можливості ворогу оточити побратимів біля с. Солодкого, що на Донеччині. Нагороджений орденом «За мужність» III ступеня (посмертно). |
| 6651                                            |                  | Миронов Денис Юрійович                                               | 21 травня 1979, Білорусь. Значну частину життя прожив у м. Новомосковськ Дніпропетровська область. Заступник командира роти 124 ОБрТрО. Військовослужбовець за спеціальністю, закінчив Одеський інститут сухопутних військ з відзнакою. 2008 року, після восьми років у армії, залишив службу по закінченню контракту в званні майора. Після цього він займався підприємництвом. П'ять останніх років жив у Херсоні. Мав власну компанію, що займалася експортом плодоовочевої продукції. Після початку російського вторгнення в Україну пішов добровольцем у військомат. Залишилися дружина і син. | 23 квітня 2022                         | 27 березня був захоплений в полон російськими військовими. До 18 квітня піддавався тортурам і не отримував медичної допомоги, перебуваючи в полоні у Херсоні. Після цього був перевезений до Севастополя. 19 квітня був переведений до Севастопольського воєнно-морського госпіталю, де й помер 23 квітня через тупу травму грудної клітини з переломом ребер та гемотораксом. |
| 6652                                            |                  | Орбеладзе Віталій Зурабович («Грузин»)                               | 16 березня 1976, с. Птича Рівненська область. Боєць добровольчого батальйону «ОДЧ Карпатська Січ». Проживав у с. Мурзинці Черкаської області, потім у Києві. Після переїзду до Києва працював зварником та висотником-монтажником. Залишилися дружина й шестеро дітей (одна дитина біологічна): Роман, Руслан, Валентина, Віра, Марія, Кароліна (найменша, 2012 р. н.) та четверо онуків. | 23 квітня 2022                         | Загинув у боях з російськими окупантами в Ізюмському районі, що на Харківщині. |
| 6653                                            |                  | Шермірзаєв Валентин Геннадійович («Бандера»)                         | 28 січня 1980, с. Можняківка Луганська область. Старший сержант, гранатометник 1-го гранатометного відділення гранатометного взводу 96-го механізованого батальйону 60 ОПБр. | 23 квітня 2022                         | Загинув в результаті кульового поранення голови (куля пробила шолом) під час семигодинного бою біля с. Миколаївки на Херсонщині. Нагороджений медаллю «За військову службу Україні» (посмертно). |
| 6654                                            |                  | Собко Пантелеймон Юрійович («Лімка»)                                 | 5 жовтня 1998, с. Качківка Вінницька область. Штурман-головний корабельний старшина МБАК «Кременчук» 9 ДННК. 26 лютого 2022 року був приряджений до 36 ОБрМП та воював на суходолі. | 23 квітня 2022                         | Загинув на заводі Азовсталь в ході боїв з російськими окупантами під час оборони м. Маріуполя Донецької області. |
| 6655                                            |                  | Полонський (Куляга) Віктор Євгенійович                               | 28 грудня 1988, м. Черкаси. Військовослужбовець 95 ОДШБр. Закінчив черкаську школу № 24. До російського вторгнення в Україну грав за футзальну команду «Одна Родина» (Черкаси), вісім років працював у Польщі, де грав у футбол за тамтешню команду. Під час перших днів російського вторгнення, повернувся до України аби її захищати. | 23 квітня 2022                         | Загинув у районі м. Сіверськодонецька, коли захищав відхід підрозділів основних військ. Командир загинув і Віктор взяв командування на себе, врятувавши сотні побратимів. |
| 6656                                            |                  | Ролюк Юрій Сергійович                                                | 4 травня 1997, с. Острівок Володимирський район Волинська область. Старший лейтенант, військовослужбовець 28 ОМБр. Закінчив ліцей імені Героїв Крут у м. Львові. Військову освіту здобув у НАСВ імені гетьмана Петра Сагайдачного (2019). З 2019 року розпочав військову службу в 14 ОМБр, в подальшому був переведений до 28 ОМБр. Учасник ООС. Залишилися батьки та брат з сестрою. | 23 квітня 2022                         | Загинув в боях з агресором в ході відбиття російського вторгнення в Україну на Херсонщині. Похований у с. Поничів на Волині. Нагороджений орденом «Богдана Хмельницького» III ступеня (посмертно). |
| 6657                                            |                  | Шевченко Віталій Васильович («Олд»)                                  | 1981, мешканець смт Воронежа Шосткинського району Сумської області. Солдат, військовослужбовець ОЗСП «Азов» НГУ. 5 травня 2022 року був нагороджений медаллю «За військову службу Україні». Залишилися мати, сестра та два сина. | 23 квітня 2022                         | Загинув в результаті вогнепального поранення, яке виявилося несумісним з життям, отриманого в боях з російськими окупантами під час оборони м. Маріуполя Донецької області. Нагороджений орденом «За мужність» III ступеня (посмертно). |
| 6658                                            |                  | Шарпан Родіон                                                        | 29 років, м. Краматорськ Донецька область. Військовослужбовець 81-ї ОАкМБр. Закінчив місцеву українську гімназію та Одеський юридичний коледж. У вільний час перебирав автомобілі: займався тюнінгом. У 2014 року Родіон пішов добровольцем захищати Україну. Служив у 81-й ОАеМБр. Брав участь в АТО, був відзначений командуванням нагородами. У грудні 2021 року у нього закінчився контракт. У перший день повномасштабного вторгнення зібрав речі та сам пішов у військкомат. Потрапив до взводу вогневої підтримки оператором протитанкового відділення. Встиг провоювати 2 місяці. | 23 квітня 2022                         | Загинув в бою з російськими окупантами поблизу с. Яцківки. Під час бою захисник отримав вибухову травму та залишився без ноги. Його засипало землею, побратими змогли його відкопати, але боєць вже не дихав. |
| 6659                                            |                  | Україна                                                              | Військовослужбовці ЗС України. | 23 квітня 2022                         | (для доповнення за 23 квітня 2022 року) |
| 24 квітня                                       |                  |                                                                      | |                                        | |
| 6660                                            |                  | Сивець Богдан Олександрович                                          | 18 років, с. Бутенки Полтавська область. Молодший сержант, військовослужбовець ЗС України (підрозділ — не уточнено). Залишилась мати. | 24 квітня 2022 (орієнтовно)            | Загинув в ході боїв з агресором в Донецькій області. Нагороджений орденом «За мужність» III ступеня (посмертно). |
| 6661                                            |                  | Скибик Олег Олегович                                                 | 23 серпня 1995, м. Львів. Старший солдат, військовослужбовець ЗС України (підрозділ — не уточнено). Закінчив Львівський коледж будівництва, архітертури та дизайну. Залишились дружина, син і донька. | 24 квітня 2022                         | Загинув в бою з російськими окупантами поблизу м. Попасної на Луганщині. Нагороджений орденом «За мужність» III ступеня (посмертно). |
| 6662                                            |                  | Логвиненко Юрій Миколайович                                          | Солдат, номер розрахунку-радіотелефоніст 1-го зенітного взводу бригади швидкого реагування НГУ НГУ. | 24 березня 2022 (орієнтовно)           | Загинув в боях з агресором в ході відбиття російського вторгнення в Україну (місце — не уточнено). |
| 6663                                            |                  | Мруженко Михайло Миколайович                                         | 15 лютого 1978, смт Єрки Звенигородський район Черкаська область. Солдат, військовослужбовець ЗС України (підрозділ — не уточнено). Працював в с. Єрки на місцевому підприємстві. З жовтня 2015 року по жовтень 2016 року брав участь у АТО в місті Слов'янську Донецької області. Був нагороджений грамотою Головнокомандуючого ЗС України та медаллю «За участь в АТО». З початком російського вторгнення в Україну в 2022 році одразу став на захист рідної землі. Залишились батьки, сестра, дружина та дві доньки. | 24 квітня 2022                         | Загинув в боях з агресором на Донеччині внаслідок ворожого артилерійського обстрілу. Нагороджений орденом «За мужність» III ступеня (посмертно). |
| 6664                                            |                  | Залевський Сергій Іванович                                           | 19.07.1969, 52 роки. Військовослужбовець ЗС України (підрозділ — не уточнено). До ЗС України був призваний за мобілізацією 1 березня 2022 року. В мирний час працював сторожем у Луганській загальноосвітній школі. Перебував у полоні з 28 березня 2022 року. | 24 квітня 2022                         | Загинув в районі населеного пункту Олександрівка Херсонського району Херсонської області, був розстріляний разом зі своїм сином російськими окупантами під час їх відступу. |
| 6665                                            |                  | Залевський Богдан Сергійович                                         | 20.07.1992, 29 років. Український військовослужбовець, мобілізований 1 березня 2022 року. В мирний час працював інструктором-методистом комунального закладу "Дитячо-юнацька спортивна школа «Олімп». Перебував у полоні з 28 березня. Розстріляний разом зі своїм батьком російськими окупантами під час їх відступу. | 24 квітня 2022                         | Загинув в районі населеного пункту Олександрівка Херсонського району Херсонської області. |
| 6666                                            |                  | Романцев Микола Юрійович                                             | 13.06.1968, с. Гута Рівненська область. Головний сержант, командир відділення 24 ОМБр. Учасник АТО. Закінчив Луцький педагогічний інститут. Працював у Гутянській школі вчителем географії, потім став директором. Після початку повномасштабного вторгнення повернувся до ЗС України. | 24 квітня 2022                         | Загинув під час артилерійського обстрілу поблизу м. Золоте Луганської області. |
| 6667                                            |                  | Ненашев Сергій                                                       | 35 років, м. Лисичанськ. Старший сержант, військовослужбовець підрозділу ДПСУ. Народився і прожив усе життя в м. Лисичанську. Закінчив місцевий технікум та здобув середню технічну освіту. Згодом пішов служити до ДПСУ, виконував бойові завдання на рідній Луганщині. | 24 квітня 2022                         | Загинув під час оборони рідного Лисичанська Луганської області. Похований в м. Полонне на Хмельниччині. |
| 6668                                            |                  | Григорів Юрій                                                        | 06.05.1998. Старший солдат 24-ї ОМБр ім. Короля Данила. | 24 квітня 2022                         | Загинув в селі Катеринівка Донецької області під час виконання бойового завдання. |
| 6669                                            |                  | Вязовченко Олег Юрійович                                             | м. Івано-Франківськ. Старший лейтенант, заступник командира роти з озброєння 68-ої єгерської бригади. | 24 квітня 2022                         | Загинув в боях з російськими окупантами в ході відбиття російського вторгнення в Україну в Донецькій області. Нагороджений орденом «За мужність» III ступеня (посмертно). Похований в Чукалівці на Алеї героїв 2 травня 2022 року. |
|                                                 |                  | Бущук Іван Олександрович («Карабін»)                                 | 1995, Карабинівка, Дніпропетровська область. В 2014 долучився до ДУК «Правий сектор», брав участь в АТО. Лейтенант, командир роти 24ОМБр. | 24 квітня 2022                         | Загинув в боях з російськими окупантами в ході відбиття російського вторгнення в Україну (місце — не уточнено). Нагороджений орденом «Богдана Хмельницького» III ступеня (посмертно). |
| 25 квітня                                       |                  |                                                                      | |                                        | |
| 6670                                            |                  | Остап'юк Юрій Васильович                                             | 4 травня 1990, с. Микуличин Івано-Франківська область. Військовослужбовець ЗС України (підрозділ — не уточнено). Член постійної комісії районної ради з питань освіти, культури, молодіжної політики, спорту, засобів масової інформації та національно-патріотичного виховання Надвірнянської районної ради. | 25 квітня 2022                         | Загинув в боях з окупантами (місце — не уточнено). |
| 6671                                            |                  | Партала Олександр Юрійович                                           | м. Прилуки Чернігівська область. Старший солдат, військовослужбовець ЗС України (підрозділ — не уточнено). Залишилася дружина і двоє дітей. | 25 квітня 2022 (орієнтовно)            | Загинув в боях з російськими окупантами поблизу м. Донецька. Нагороджений орденом «За мужність» III ступеня (посмертно). |
| 6672                                            |                  | Скотт Сіблі («Сібс»)                                                 | 36 років, Велика Британія. Військовослужбовець Інтернаціонального легіону територіальної оборони України. Колишній солдат Дивізіону матеріально-технічного забезпечення Логістичного полку командос Королівської морської піхоти Великої Британії, проходив службу в Іраку. Вирушив добровольцем на захист України від російського вторгнення. | 25 квітня 2022 (орієнтовно)            | Загинув під час виконання бойового завдання поблизу Миколаєва. |
| 6673                                            |                  | Вілл Джозеф Кансел                                                   | 22 роки, США. У 2017 році, як стрілець-піхотинець, приєднався до Корпусу морської піхоти США. Його нагороди свідчать про те, що він провів деякий час на морі та в Південній Кореї. Залишив військову службу після того, як 2020 року був переданий до військового суду і відбув п'ять місяців ув'язнення за те, що приніс зброю на базу. Офіцер виправної установи у штаті Теннессі. На додаток до своєї основної роботи влаштувався на роботу до приватної військової підрядної компанії та прибув воювати на боці України на платній основі. Залишилися дружина і 7-місячний син. | 25 квітня 2022 (орієнтовно)            | Загинув в бою проти російських окупантів на території України (місце — не уточнено). |
| 6674                                            |                  | Гриняк Олег Володимирович                                            | 47 років, Новомосковський район Дніпропетровська область. Солдат, військовослужбовець 93 ОМБр. Виріс у багатодітній родині, мав чотирьох братів і сестру. Працював в агрофірмі механізатором, потім отримав ділянку землі та зайнявся сільським господарством. Виховав двох доньок. Після початку російського вторгнення в Україну пішов добровольцем до ЗС України. Через кілька днів після смерті у Героя народилася друга онука. | 25 квітня 2022                         | Загинув у бою на Харківщині. Нагороджений орденом «За мужність» III ступеня (посмертно). |
| 6675                                            |                  | Халіков Опанас Георгійович                                           | 25 років, смт Тарутине Одеська область. Старший сержант, командир взводу 93 ОМБр. Учасник ООС. З перших днів повномасштабного вторгнення разом із побратимами обороняв Харківську область. | 25 квітня 2022                         | Загинув під час виконання бойового завдання біля села Грушуваха Харківської області. Нагороджений орденом «За мужність» III ступеня (посмертно). |
| 6675                                            |                  | Валіцький Віктор Миколайович                                         | 37 років, с. Кочубіїв Хмельницька область. Військовослужбовець ЗС України (підрозділ — не уточнено). | 25 квітня 2022                         | Загинув в боях з окупантом поблизу м. Сєверодонецька на Луганщині. |
| 6676                                            |                  | Остафійчук Ростислав Сергійович                                      | м. Кам'янець-Подільський Хмельницька область. Головний сержант, військовослужбовець 143 ОНТЦ. Боронив суверенітет України з перших днів російської загарбницької війни. За виконання бойових завдань був неодноразово нагороджений, зокрема високою державною нагородою — орденом «За мужність» ІІІ ступеня. Перебуваючи у запасі, у перші ж дні після початку російського вторгнення в Україну повернувся з-за кордону та знову був призваний до ЗС України. Залишилися батьки, дружина і двоє доньок — десяти і семи років. Почесний громадянин міста Кам'янця-Подільського (посмертно). | 25 квітня 2022                         | Загинув під час виконання бойового завдання (місце — не уточнено). Нагороджений орденом «За мужність» II ступеня (посмертно). |
| 6677                                            |                  | Гудачек Владислав Олександрович                                      | 16 квітня 2001, м. Рівне. Лейтенант, військовослужбовець ССО ЗС України, 3-й полк ССО. Закінчив 9 класів у рівненській школі № 27, продовжив навчання у військовому закладі — Острозькому ліцеї з посиленою військово-фізичною підготовкою. Далі навчався у Військовій академії в м. Одесі. Займався спортом, у шкільні роки — плаванням, мав перший дорослий розряд, в подальшому займався боксом, футболом, кросфітом. | 25 квітня 2022                         | Загинув у боях з окупантами у Донецькій області. Нагороджений орденом «Богдана Хмельницького» III ступеня (посмертно). |
| 6678                                            |                  | Кулик Олександр Леонідович («Мамай»)                                 | 1995, 26 років, м. Рівне. Молодший сержант, військовослужбовець ССО ЗС України, 3-й полк ССО. Захоплювався книжками, спортом, бойовим гопаком. Після закінчення рівненської школи № 27 з відзнакою, вступив у Львів на економічний факультет. Не маючи 18 років, долучився до ДУК «Правий сектор» та добровольцем вирушив на Схід. 2018 року підписав контракт на військову службу, відтоді постійно був у гарячих точках нашої країни. За роки пройшов навчання у всіх можливих курсах — з виживання, тактичної медицини та інше. Залишилися батьки і двоє менших братів. | 25 квітня 2022                         | Загинув в бою з окупантами у м. Краматорську на Донеччині. Нагороджений орденом «За мужність» III ступеня (посмертно). |
| 6679                                            |                  | Тупотін Артур Ігорович                                               | 6 квітня 1993, мешканець м. Павлограда Дніпропетровської області. Сержант, військовослужбовець ЗС України (підрозділ — не уточнено). | 25 квітня 2022                         | Згідно повідомлення Павлоградського міського голови, загинув під час участі в бойових діях (місце — не уточнено). |
| 6680                                            |                  | Хамуляк Роман Богданович                                             | 14 грудня 1978, м. Львів. Молодший сержант. | 25 квітня 2022                         | Похований на Личаківському цвинтарі. Нагороджений орденом «За мужність» III ступеня (посмертно). |
| 6681                                            |                  | Мирза Олександр Васильович                                           | 23 січня 1971, мешканець с. Майорівка Баштанського району Миколаївської області. Молодший сержант 79 ОДШБр. У 2015—2016 роках служив в ЗСУ, брав участь в АТО. В лютому 2022 добровольцем став до лав сил оборони України. | 25 квітня 2022                         | Загинув в районі населеного пункту Ямпіль Донецької області під час виконання бойового завдання. До 02.01.2023 вважався зниклим без вісті. Ідентифікований за результатами аналізу ДНК. |
| 6682                                            |                  | Україна                                                              | Військовослужбовці ЗС України. | 25 квітня 2022                         | (для доповнення за 25 квітня 2022 року) |
| 26 квітня                                       |                  |                                                                      | |                                        | |
| 6683                                            |                  | Собко Павло Іванович                                                 | 1988, м. Дудінка, РРФСР. Дитинство провів у с. Ревбинці Золотоніський район Черкаська область. Мешканець м. Черкаси. Солдат, військовослужбовець 24 ОМБр. Закінчив школу, навчався в Херсонській державній морській академії. Був моряком далекого плавання, свого часу працював на суднах електриком. Заступник директора КП «Міськсвітло» Черкаської міської ради. З 2014 року був армійським волонтером («Волонтери Черкащини. Група Койоти»). | 26 квітня 2022 або 25 квітня 2022      | Згідно з повідомленням Черкаської районної ради, загинув від кулі снайпера в боях з окупантом поблизу м. Попасної на Луганщині. Нагороджений орденом «За мужність» III ступеня (посмертно). |
| 6684                                            |                  | Ведрук Григорій Миколайович                                          | с. Хижівка Новоград-Волинський район Житомирська область. Військовослужбовець ЗС України (підрозділ — не уточнено). | 26 квітня 2022                         | Загинув внаслідок влучання танкового снаряду в бронемобіль «КОЗАК» під час виконання бойового завдання поблизу с. Курулька Харківської області. |
| 6685                                            |                  | Петро («Тимур»)                                                      | Старшина 3-ї роти батальйону спеціального призначення «Донбас» НГУ. | 26 квітня 2022                         | Загинув в боях з агресором у м. Попасній на Луганщині. |
| 6686                                            |                  | Кішкін Сергій Володимирович                                          | Сержант, стрілець 4 БрОП НГУ. | 26 квітня 2022 (орієнтовно)            | Був поранений, коли залишився прикривати відхід підрозділу. Був вбитий під час намагання накласти собі турнікет (місце — не уточнено). Нагороджений орденом «За мужність» III ступеня (посмертно). |
| 6687                                            |                  | Туренко Андрій Миколайович                                           | 4 лютого 1976, м. Черкаси. Старший сержант, технік роти 118 ОБрТрО | 26 квітня 2022                         | Загинув в боях з агресором в ході відбиття російського вторгнення в Україну поблизу м. Попасної на Луганщині. Нагороджений орденом «За мужність» III ступеня (посмертно). |
| 6688                                            |                  | Корж Сергій Миколайович                                              | 1965, с. Степне Усольський район Іркутська область (РФ). Мешкав у селищі Ірдинь Черкаська область. Сержант, військовослужбовець 118 ОБрТрО | 26 квітня 2022                         | Загинув в боях з агресором в ході відбиття російського вторгнення в Україну поблизу м. Попасної на Луганщині. Нагороджений орденом «За мужність» III ступеня (посмертно). |
| 6689                                            |                  | Пахомов Євгеній Сергійович                                           | 1982. Мешканець м. Черкаси. Старший солдат, військовослужбовець 118 ОБрТрО. Закінчив черкаську школу № 17, потім навчався у Східноєвропейському університеті, працював будівельником. | 26 квітня 2022                         | Загинув в боях з агресором в ході відбиття російського вторгнення в Україну поблизу м. Попасної на Луганщині. Нагороджений орденом «За мужність» III ступеня (посмертно). |
| 6690                                            |                  | Цимбал Вадим Олександрович                                           | 35 років, с. Велика Ростівка Вінницький район Вінницька область. Старший солдат, снайпер підрозділу НГУ (підрозділ — не уточнено). Випускник факультету машинобудування та транспорту ВНТУ (2011). З перших днів російського вторгнення в Україну став на захист м. Києва. Після відбиття ворога від Києва — потрапив до лікарні із запаленням легень і міг повернутись з фронту для проходження курсу реабілітації, але з лікарні одразу повернувся на передову. | 26 квітня 2022                         | Загинув в боях з агресором в районі м. Рубіжного Сіверськодонецький району на Луганщині. Нагороджений орденом «За мужність» III ступеня (посмертно). |
| 6691                                            |                  | Форті Давид Михайлович («Форт»)                                      | 13 травня 1999, смт Орілька Харківська область. Старший солдат, парамедик полку «Азов» Національної гвардії України. З 2018 року проходив службу в складі НГУ. Брав участь в АТО. Восени 2019 року приєднався до ОЗСП «Азов». | 26 квітня 2022                         | Загинув під час евакуації поранених на «Азовсталі» (м. Маріуполь, Донецька область). |
| 6692                                            |                  | Водень Роман Михайлович («Прізрак»)                                  | 1989, м. Шостка Сумська область. Головний сержант, військовослужбовець ОЗСП «Азов» Національної гвардії України. | 26 квітня 2022                         | Загинув в боях з російськими окупантами під час оборони м. Маріуполя Донецької області. Нагороджений орденом «За мужність» III ступеня (посмертно). |
|                                                 |                  | Мусін Дмитро («Секретар»)                                            | 26 років, м. Дніпро. Працював помічником пивовара та захоплювався рибалкою. Із перших днів став до лав Дніпропетровської бригади Сил територіальної оборони ЗСУ. Його підрозділ мав важкі бої у селі Времівка на Донеччині. Під час наступу переважаючих сил противника Дмитро прикривав стрілецьким вогнем з РПК відхід одного з підрозділів. | 26 квітня 2022                         | Загинув у результаті обстрілу з російських танків і мінометів отримавши уламкові поранення, несумісні з життям. |
|                                                 |                  | Вабіщевич Андрій Анатолійович                                        | 28 квітня 2002, м. П'ятихатки. Солдат, військовослужбовець ЗС України, був призваний на військову службу 26 лютого 2022 року. | 26 квітня 2022                         | Загинув в боях з російськими окупантами поблизу Авдіївки. Нагороджений орденом «За мужність» III ступеня (посмертно). Прощання відбулося 29 квітня на Алеї Слави м. П'ятихатки. |
|                                                 |                  | Желепа Богдан Сергійович                                             | 04.09.1998, с. Гостинне. Солдат, військовослужбовець НГУ (підрозділ — не уточнено). | 26 квітня 2022                         | Загинув в боях з російськими окупантами на Донеччині. Нагороджений орденом «За мужність» III ступеня (посмертно). |
| 27 квітня                                       |                  |                                                                      | |                                        | |
| 6693                                            |                  | Ковтун Олексій Валерійович                                           | 28 серпня 1993, Корсунь-Шевченківський район Черкаська область. Старший солдат, стрілець-снайпер механізованого відділення окремої механізованої бригади (підрозділ — не уточнено). | 27 квітня 2022                         | Загинув під час мінометного обстрілу в районі м. Сєвєродонецька Луганської області. Нагороджений орденом «За мужність» III ступеня (посмертно). |
| 6694                                            |                  | Скібчик Віталій Васильович                                           | 43 роки, мешканець с. Заболоття Вараський район Рівненська область. Старший сержант, головний сержант взводу технічного забезпечення 3-го механізованого батальйону 115 ОМБр. | 27 квітня 2022                         | Загинув під час мінометного обстрілу поблизу м. Сіверськодонецька Луганської області. Нагороджений орденом «За мужність» III ступеня (посмертно). |
| 6695                                            |                  | Дзюбайло Костянтин (Дубила Костянтин; «Фенікс», «Білорус», «Дранік») | 34 роки, м. Могильов Білорусь. Військовослужбовець 46 ОШБ «Донбас». Виріс у сім'ї військових. Воював за Україну із 2014 року. Спочатку був у складі «Правого сектора», потім уклав контракт з 54 ОМБр, пізніше з 46 ОШБ «Донбас». Декілька разів йшов з армії, але потім повертався. За кілька тижнів до смерті вийшов із блокади у Степному Донецької області. Мав подяку від президента України. | 27 квітня 2022 (орієнтовно)            | Загинув наприкінці квітня в бою між Мар'їнкою та Докучаєвськом Донецької області від влучання снаряду. |
| 6696                                            |                  | Мамедов Фуад Фархад оглу                                             | 39 років, Азербайджан. Військовослужбовець ЗС України (підрозділ — не уточнено). Довгий час проживав в Україні. Його батько — військовий лікар у відставці. Племінник військового журналіста Агаси Гун Мамедова. | 27 квітня 2022                         | Загинув в боях за Костянтинівку, що на Донеччині. |
| 6697                                            |                  | Гогусь Тарас Зеновійович                                             | 6 червня 1971, с. Заздрість Теребовлянський район Тернопільська область. Старший сержант поліції. | 27 квітня 2022                         | Загинув разом зі старшим лейтенантом Михайлом Гудзем та капітаном Сергієм Рудим на Луганщині під час ворожого артилерійського обстрілу. |
| 6698                                            |                  | Гудзь Михайло Сергійович                                             | 19 травня 1978. Старший лейтенант поліції. Проходив службу інспектором-снайпером взводу № 2 РПСПОП «Тернопіль» ГУНП в Тернопільській області. | 27 квітня 2022                         | Загинув на Луганщині під час ворожого артилерійського обстрілу. Похований 30 квітня 2022 року в с. Петрикові Тернопільського району Тернопільської області. |
|                                                 |                  | Рудий Сергій Андрійович                                              | 27 грудня 1977, м. Тернопіль. Капітан поліції. Навчався у Тернопільській загальноосвітній школі № 20, закінчив Львівський інститут внутрішніх справ. До виходу на пенсію працював у Тернопільському МВС у карному розшуку. | 27 квітня 2022                         | Загинув на Луганщині під час ворожого артилерійського обстрілу. Похований 30 квітня 2022 року в селі Токах Скориківської громади Тернопільського району Тернопільської області. |
|                                                 |                  | Гарібян Цолак Гарнікович («Гарі»)                                    | 3.4.1996, селище Близнюки, Харківська область. Солдат, військовослужбовець 92ОШБр. | 27 квітня 2022                         | Загинув в боях з російськими окупантами в ході відбиття російського вторгнення в Україну (місце — не уточнено). Нагороджений орденом «За мужність» III ступеня (посмертно). |
|                                                 |                  | Гриненко Сергій Григорович («Гриня»)                                 | 20 жовтня 1989, селище Близнюки, Харківська область. З 2015-го став на захист Батьківщини. Служив у 42-му батальйоні 57-ї окремої мотопіхотної бригади. За півтора роки в АТО отримав звання старшого сержанта, мав нагороди та відзнаки. Згодом повернувся до цивільного життя. 24 лютого 2022 мобілізувався до 92-ї ОМБр. Старший сержант, військовослужбовець ЗС України (підрозділ — не уточнено). | 27 квітня 2022                         | Загинув біля села Сороківка на Харківщині. Нагороджений орденом «За мужність» III ступеня (посмертно). |
| 28 квітня                                       |                  |                                                                      | |                                        | |
| 6699                                            |                  | Мазур Ростислав Михайлович                                           | 26 квітня 2000, м. Рудки Самбірський район Львівська область. Сержант, військовослужбовець підрозділу ДПСУ (підрозділ — не уточнено). Закінчив Рудківську школу, в подальшому навчався у Погірцівському вищому професійному училищі. | 28 квітня 2022                         | Загинув в бою з російськими загарбниками (місце — не уточнено). Нагороджений орденом «За мужність» III ступеня (посмертно). |
| 6700                                            |                  | Гончарук Віктор Васильович                                           | 2 жовтня 1967, м. Новоград-Волинський Житомирська область. Старший солдат, військовослужбовець 95 ОДШБр. Навчався в Житомирському державному педагогічному інституті імені Івана Франка, працював вчителем біології і хімії. Кандидат педагогічних наук. Тривалий час захоплювався бойовими видами мистецтв, був тренером таеквон-до. Упродовж 2002—2003 років працював головним спеціалістом відділу внутрішньої політики виконавчого комітету Новоград-Волинської міської ради, а з 2003 до 2005 рр. — очолював відділ інформаційного та аналітичного забезпечення. 2005 року його було призначено заступником голови Новоград-Волинської районної державної адміністрації. 2006—2010 рр — голова Новоград-Волинської районної ради. 2008 року закінчив Національну академію державного управління при Президентові України. З 1 лютого 2021 року та на період загальнодержавної мобілізації працював заступником сільського голови Стриївської громади. У перший день загальної мобілізації добровільно був призваний до ЗС України. | 28 квітня 2022                         | Загинув під час ракетного обстрілу при виконанні бойових завдань поблизу м. Харкова. Нагороджений орденом «За мужність» III ступеня (посмертно). |
| 6701                                            |                  | Воробей Юрій Вікторович                                              | 50 років, мешканець м. Баранівка Житомирська область. Військовослужбовець військової частини А4044 (Житомирський батальйон). Залишилася дружина, син та троє доньок. | 28 квітня 2022                         | Загинув під час боїв з окупантами (місце — не уточнено). |
| 6702                                            |                  | Желтяков Сергій Анатолійович                                         | 44 роки, мешканець м. Черкаси. Підполковник, військовослужбовець ЗС України (підрозділ — не уточнено). Проходив службу в ДПС України, де викладав прикордонникам іноземну мову. У 2014 був поранений на околиці м. Маріуполя. | 28 квітня 2022                         | Загинув в результаті поранень, отриманих під час мінометно-ракетно-артилерійського обстрілу поблизу с. Солодкого Донецької області (загинув разом з Костянтином Осадчим). Похований в м. Черкасах. Нагороджений орденом «За мужність» III ступеня (посмертно). |
| 6703                                            |                  | Осадчий Костянтин Володимирович                                      | 45 років, мешканець м. Черкаси. Старший сержант, військовослужбовець ДПС України (підрозділ — не уточнено). Закінчив Київське ВТІУ, але обрав цивільну професію і понад 22 роки працював у рибному господарстві. Повернувся на службу до ДПС України 28 лютого 2022 року. | 28 квітня 2022                         | Загинув в результаті поранень отриманих під час мінометно-ракетно-артилерійського обстрілу поблизу с. Солодкого Донецької області (загинув разом з Сергієм Желтяковим). Похований в м. Черкасах. Нагороджений орденом «За мужність» III ступеня (посмертно). |
| 6704                                            |                  | Осадчий Віталій Володимирович                                        | 20 вересня 1983, мешканець м. Черкаси. Солдат, стрілець-регулювальник комендантського відділення 118 ОБрТрО. | 28 квітня 2022                         | Загинув поблизу м. Попасної Луганської області. Похований в м. Черкасах Нагороджений орденом «За мужність» III ступеня (посмертно). |
| 6705                                            |                  | Ентоні Тай Ан Во                                                     | 20 липня 1996, Данія. Військовослужбовець Інтернаціонального легіону територіальної оборони України. Колишній військовослужбовець Збройних сил Данії. | 28 квітня 2022                         | Загинув в боях з російськими окупантами в районі м. Миколаєва. |
| 6706                                            |                  | Тхак Андрій В'ячеславович                                            | 1988, 34 роки, м. Бар Вінницька область. Головний сержант, військовослужбовець 70-го центру інженерного забезпечення. | 28 квітня 2022                         | Загинув в боях з агресором (місце — не уточнено). Нагороджений орденом «За мужність» III ступеня (посмертно). |
| 6707                                            |                  | Дроздов Сергій Анатолійович                                          | 1989 (32 роки), с. Балки (Барський район) Вінницька область. Молодший сержант, військовослужбовець 70-го центру інженерного забезпечення. З 2004 по 2008 рік здобував освіту за спеціальністю дорожнього механіка у Барському автомобільно-дорожньому технікумі (в групі ДМ-66). | 28 квітня 2022 (орієнтовно)            | Загинув в боях з агресором (місце — не уточнено). Нагороджений орденом «За мужність» III ступеня (посмертно). |
| 6708                                            |                  | Кучерук Олексій Олександрович                                        | 1988, с. Гавришівка Вінницька область. Старший солдат, військовослужбовець 70-го центру інженерного забезпечення. | 28 квітня 2022 (орієнтовно)            | Загинув в боях з агресором (місце — не уточнено). Нагороджений орденом «За мужність» III ступеня (посмертно). |
| 6709                                            |                  | Горовий Юрій Олександрович («Еней»)                                  | 23 лютого 1988. Боєць добровольчого батальйону «Свобода». Не проходив строкової військової служби, адже був непридатним у зв'язку зі станом здоров'я. З перших днів російського вторгнення в Україну став на захист м. Києва у складі батальйону «Свобода». Одним з перших звільняв м. Ірпінь. Після звільнення Київщини, разом з побратимами, аби мати змогу захищати Україну на східному напрямку, приєднався до НГУ (в/ч 3018). Залишилася 7-річна донька. | 28 квітня 2022                         | Загинув під час оборони м. Рубіжного на Луганщині. Нагороджений орденом «За мужність» III ступеня (посмертно). |
| 6710                                            |                  | Литвинов Максим Анатолійович («Льова»)                               | 17 січня 1996, мешканець м. Запоріжжя. Боєць добровольчого батальйону «Свобода». З самого початку російського вторгнення в Україну долучився до батальйону «Свобода». Виконував бойові завдання в м. Києві та м. Ірпені. Брав участь у звільненні окупованих територій Київської області (м. Ірпінь, м. Буча, смт Гостомель). Після звільнення Київщини, разом з побратимами, аби мати змогу захищати Україну на східному напрямку, приєднався до НГУ (в/ч 3018). | 28 квітня 2022                         | Загинув під час оборони м. Рубіжного на Луганщині. Нагороджений орденом «За мужність» III ступеня (посмертно). |
| 6711                                            |                  | Мачарашвілі Темур                                                    | Капелан-волонтер Української Євангельської Церкви. | 28 квітня 2022 (орієнтовно)            | Загинув в боях з агресором (місце — не уточнено). |
| 6712 … 6715                                     |                  | Україна                                                              | Військовослужбовці ЗС України. | 28 квітня 2022                         | (для доповнення за 28 квітня 2022 року) |
| 29 квітня                                       |                  |                                                                      | |                                        | |
| 6716                                            |                  | Мединський Максим Сергійович                                         | 22 березня 1989, м. Болград Одеська область. Лейтенант, заступник командира роти 95 ОДШБр. Виріс у військовій сім'ї. Батько — військовий журналіст. Мати, вчителька за освітою, теж проходила військову службу. Закінчив Болградський УВК: «школу-ліцей», а потім Київський національний університет імені Тараса Шевченка. Закінчив факультет журналістики, після випуску працював на інформаційних сайтах. У серпні 2014 року пішов добровольцем на фронт, демобілізувався у жовтні 2015 року. З 2016 по 2019 рік працював у Міністерстві інфраструктури України. 24 лютого 2022 року прийшов у військкомат і був мобілізований. | 29 квітня 2022                         | Загинув внаслідок артобстрілу позицій роти у Харківській області. Нагороджений орденом «Богдана Хмельницького» III ступеня (посмертно). |
| 6717                                            |                  | Троценко Максим Євгенович                                            | м. Слов'янськ Донецька область. Старший солдат, військовослужбовець ЗС України (підрозділ — не уточнено). Залишилися дружина і донька. | 29 квітня 2022                         | Загинув зупинивши колону ворога на підступах до міста Лиману на Донеччині. Нагороджений орденом «За мужність» III ступеня (посмертно). |
| 6719                                            |                  | Демчук Богдан Михайлович («Вогник»)                                  | 28 травня 1995, с. Жадани Вінницької області. Старший сержант, військовослужбовець ОЗСП «Азов» НГУ. Після школи вступив до Ярмолинецького професійного ліцею, там навчався на слюсаря та водія. У 2014 році долучився до Проскурівської сотні — громадського формування з охорони порядку та кордону, возив волонтерів у зону АТО. Через рік був призваний на військову службу до ОЗСП «Азов». Брав участь в обороні м. Маріуполя, за що у 2017 році отримав почесну відзнаку. | 29 квітня 2022                         | Загинув в боях з російськими окупантами під час оборони заводу «Азовсталь» в м. Маріуполі Донецької області. Нагороджений орденом «За мужність» III ступеня (посмертно). |
| 6720                                            |                  | Олесик Олег («Інженер»)                                              | 36 років, м. Очаків. Здобув фах інженера-геодезиста у Київському національному університеті будівництва та архітектури. Працював за спеціальністю у Київському метрополітені. У лютому 2021 року Олег уклав контракт на військову службу із 30-ю окремою механізованою бригадою імені князя Костянтина Острозького. Коли почалася повномасштабна війна, чоловік продовжував обороняти Україну від окупантів. | 29 квітня 2022                         | Загинув під час виконання бойового завдання в районі міста Торецьк на Донеччині. |
| 6721                                            |                  | Мордік Сергій Борисович («Шахтар»)                                   | Солдат-кулеметник, ОЗСП «Азов», родом з Прикарпаття. Дружина Сергія потрапила пораненою в полон в Оленівку і була визволена на територію України 21 вересня. | (дата підлягає уточненню)              | Автомобіль забезпечення, в якому захисник їхав з побратимами, було підірвано. Деякі хлопці загинули відразу, а Сергій — від важкого поранення і крововтрати. Нагороджений орденом «За мужність» III ступеня (посмертно). |
| 6722                                            |                  | Харламов Олександр Олександрович                                     | 38 років, Радомишльська громада, Житомирська область. Військовослужбовець 95 ОДШБр. Учасник АТО. | 29 квітня 2022                         | Загинув на Харківщині в боях із російськими окупантами в ході відбиття російського вторгнення в Україну. Нагороджений орденом «За мужність» III ступеня (посмертно). |
| 6723                                            |                  | Кондеров Микола Валерійович                                          | 29 травня 1981, м. Мерефа Харківська область. | 29 квітня 2022                         | Загинув під час участі у здійсненні заходів із забезпечення національної безпеки і оборони країни.. |
| 30 квітня                                       |                  |                                                                      | |                                        | |
| 6726                                            |                  | Боровик Руслан Анатолійович («Багдад»)                               | 19 квітня 1981, с. Кропивня Новоград-Волинський район Житомирська область. Молодший сержант, командир відділення підрозділу 95 ОДШБр. | 30 квітня 2022                         | Загинув в запеклому бою з агресором поблизу м. Ізюма Харківської області. Нагороджений орденом «За мужність» II ступеня (посмертно). |
| 6727                                            |                  | Старинець Євгеній Євгенійович                                        | 15 травня 1975, м. Вінниця. Солдат, водій автомобільного відділення бригади ТрО ЗС України Черкаської області. | 30 квітня 2022                         | Загинув від кульових поранень під час відбиття наступу противника та обстрілу позицій, оборони зведеної групи управління поблизу м. Попасної на Луганщині. Нагороджений орденом «За мужність» III ступеня (посмертно). |
| 6728                                            |                  | Кукоара Юрій Юрійович                                                | 1993 (29 років), с. Копенкувате Кіровоградська область. Сержант, військовослужбовець 503 ОБМП. Учасник АТО. До ЗС України був призваний з м. Миколаєва. Мав відомчі нагороди за військову службу. Залишилися батьки та сім'я: дружина, донька і син. | 30 квітня 2022 (орієнтовно)            | Загинув в боях з агресором поблизу смт Ямпіль Донецької області. |
| 6729                                            |                  | Тимофей Руслан Леонідович                                            | 2002, смт Кострижівка Заставнівський район Чернівецька область. Солдат, військовослужбовець 1-ї гірсько-штурмової роти ЗС України (підрозділ — не уточнено). Закінчив Тернопільський професійний коледж з посиленою військовою та фізичною підготовкою (2020). | 30 квітня 2022                         | Загинув в результаті мінно-вибухової травми поблизу смт Малі Феськи Богодухівського району на Харківщині. Нагороджений орденом «За мужність» III ступеня (посмертно). |
| 6730                                            |                  | Вавілов Богдан Вікторович                                            | 26 років. Старший сержант, військовослужбовець НГУ, в/ч 3008. Служив в АТО. Здобував освіту в Україні, а також поступив навчатись в Польщі. Попри тяжкий стан при пораненні, за свідченням співслужбовців, витягнув на собі двох поранених побратимів, при спробі врятувати третього втратив свідомість. Після важкого поранення медики нейрохірургічного відділення лікарні ім. Мечнікова (м. Дніпро) десять днів боролись за життя Богдана. Але поранення були несумісні із життям. | 30 квітня 2022                         | 19 квітня він отримав бойове осколкове черепно-мозкове поранення внаслідок артилерійського обстрілу у бою під селом Солодке (поблизу Волновахи, де точилися запеклі бої). Помер в лікарні у Дніпрі. Нагороджений орденом «За мужність» III ступеня (посмертно). |
| 6731 … 6737                                     |                  | Україна                                                              | Військовослужбовці ЗС України. | 30 квітня 2022                         | (для доповнення за 30 квітня 2022 року) |
| Додатково (згідно з Указами Президента України) |                  |                                                                      | |                                        | |
|                                                 |                  | Железняк Михайло Михайлович                                          | Молодший сержант, військовослужбовець ЗС України (підрозділ — не уточнено). | (дата підлягає уточненню)              | Загинув в боях з агресором в ході відбиття російського вторгнення в Україну (місце — не уточнено). Нагороджений орденом «За мужність» II ступеня (посмертно). |
|                                                 |                  | Дорофєєв Олександр Олександрович                                     | 21 рік. Солдат, військовослужбовець ЗС України (підрозділ — не уточнено). | 4 квітня 2022                          | Загинув в боях з агресором в ході відбиття російського вторгнення в Україну (місце — не уточнено). Нагороджений орденом «За мужність» III ступеня (посмертно). |
|                                                 |                  | Чигринський Анатолій Сергійович                                      | Солдат, військовослужбовець 17 ОТБр. | (дата підлягає уточненню)              | Загинув в боях з агресором в ході відбиття російського вторгнення в Україну (місце — не уточнено). Нагороджений орденом «За мужність» III ступеня (посмертно). |
|                                                 |                  | Горбатюк Петро Михайлович                                            | 31 грудня 1980, с. Пилипо-Кошара, Житомирська область. Закінчив Оженинський ліцей імені Тараса Григоровича Шевченка на Острожчині (Рівненщина). Полковник, командир військової частини 3077 Національної Гвардії України з 01.11.2016. Мешкав зі своєю щасливою родиною: дружиною та двома доньками — у Вишгороді на Київщині, де і дислокувалася частина, якою він керував. О 05:30 24 лютого полковник Петро Горбатюк отримав інформацію про початок повномасштабної військової агресії росії та ракетні удари противника. Негайно прибув у військову частину та подав сигнал «Бойова тривога», після чого організував заходи щодо переведення військової частини на функціонування в умовах особливого періоду, евакуацію особового складу, озброєння, військової техніки та майна зв'язку. | 24 лютого 2022                         | Близько 05:57 полковник Петро Горбатюк здійснив доповідь командувачу Національної гвардії України з пункту управління, але через кілька хвилин внаслідок вибуху від влучання балістичної ракети «Іскандер» по приміщенню штабу сам героїчно загинув. Загинув в боях з агресором в ході відбиття російського вторгнення в Україну. Нагороджений орденом «Богдана Хмельницького» III ступеня (посмертно). Похований у Пилипо-Кошарі. 23 березня 2023 р. в Оженинському ліцеї імені Тараса Григоровича Шевченка на Острожчині відбулося відкриття та освячення меморіальної дошки на його честь. |
|                                                 |                  | Барський Андрій Ігорович («Бек»)                                     | 6 травня 1998, м. Кропивницький, Україна. Головний сержант, військовослужбовець ОЗСП «Азов». Похований 21.10.2022 в місті Тернопіль. Почесний громадянин міста Тернопіль. | 27 березня 2022                        | Загинув в боях з агресором в ході відбиття російського вторгнення в Україну при обороні Маріуполя. Нагороджений орденом «За мужність» III ступеня (посмертно). |
|                                                 |                  | Березній Олександр Юрійович                                          | Молодший сержант, військовослужбовець ЗС України (підрозділ — не уточнено). | (дата підлягає уточненню)              | Загинув в боях з агресором в ході відбиття російського вторгнення в Україну (місце — не уточнено). Нагороджений орденом «За мужність» III ступеня (посмертно). |
|                                                 |                  | Бугай Олександр Олександрович                                        | Головний сержант, військовослужбовець ЗС України (підрозділ — не уточнено). | 26 березня 2022                        | Загинув в боях з агресором в ході відбиття російського вторгнення в Україну (місце — не уточнено). Нагороджений орденом «За мужність» III ступеня (посмертно). |
|                                                 |                  | Волянюк Євген Володимирович                                          | 1999, с. Івашків Золочівського району на Харківщині. Старший солдат, ОЗСП «Азов». | 3 квітня 2022                          | Загинув в боях за Маріуполь. Нагороджений орденом «За мужність» III ступеня (посмертно). |
|                                                 |                  | Ворошилін Володимир Миколайович                                      | Головний сержант, ОЗСП «Азов». | (дата підлягає уточненню)              | Загинув в боях з агресором в ході відбиття російського вторгнення в Україну (місце — не уточнено). Нагороджений орденом «За мужність» III ступеня (посмертно). |
|                                                 |                  | Вус Євгеній Володимирович («Вус 2»)                                  | Старший солдат, боєць ОЗСП «Азов». | 26 березня 2022                        | Загинув під час оборони Маріуполя. Нагороджений орденом «За мужність» III ступеня (посмертно). |
|                                                 |                  | Гусар Владислав Юрійович («Еколог»)                                  | Старший солдат, військовослужбовець ЗС України (підрозділ — не уточнено). | 31 березня 2022                        | Загинув в боях з агресором в ході відбиття російського вторгнення в Україну (місце — не уточнено). Нагороджений орденом «За мужність» III ступеня (посмертно). |
|                                                 |                  | Дерев'янко Олександр Анатолійович («Адамс»)                          | 24 роки, м. Сміла. Старший солдат, ОЗСП «Азов» | 3 квітня 2022                          | Загинув в Маріуполі. Нагороджений орденом «За мужність» III ступеня (посмертно) Похований у м. Черкаси на Алеї Героїв 14 січня 2023 року. . |
|                                                 |                  | Дубовик Сергій Петрович                                              | 12.01.1996. Лейтенант, військовослужбовець НГУ, 4 БрОП. Командир інженерно-позиційного взводу інженерно-саперної роти батальйону забезпечення | 10 березня 2022                        | Загинув під час виконання бойового завдання поблизу н.п. Лютіж Київської обл., внаслідок мінометного обстрілу отримав поранення, несумісні з життям.. Нагороджений орденом «За мужність» III ступеня (посмертно). 13.03.2022 похований на кладовищі м. Вишневе Київської області. |
|                                                 |                  | Дяченко Максим Ігорович («Міні Мі»)                                  | 23 травня 1993, м. Шахтарськ, Донецька область. Старший солдат, ОЗСП «Азов». | (дата підлягає уточненню)              | Загинув в боях з агресором в ході відбиття російського вторгнення в Україну (місце — не уточнено). Нагороджений орденом «За мужність» III ступеня (посмертно). |
|                                                 |                  | Запольський Тарас Володимирович («Патрік», «Каштан»)                 | 18 вересня 1994. Солдат, військовослужбовець ОЗСП «Азов», санітар. | 3 квітня 2022                          | Загинув в Маріуполі. Нагороджений орденом «За мужність» III ступеня (посмертно). |
|                                                 |                  | Зонов Олексій Юрійович                                               | 29.05.1971. Солдат, водій відділення технічного забезпечення взводу зв'язку 2-го батальйону оперативного призначення. | 15 березня 2022                        | Загинув під час виконання бойового завдання поблизу н.п. Мощун Київської обл. отримав поранення, несумісні з життям. 18.03.2022 похований на Лісовому кладовищі м. Київ Нагороджений орденом «За мужність» III ступеня (посмертно). |
|                                                 |                  | Іванов Сергій Іванович                                               | Майстер-сержант, військовослужбовець ЗС України (підрозділ — не уточнено). | (дата підлягає уточненню)              | Загинув в боях з агресором в ході відбиття російського вторгнення в Україну (місце — не уточнено). Нагороджений орденом «За мужність» III ступеня (посмертно). |
|                                                 |                  | Іванюк Олександр Миколайович                                         | Старший лейтенант, військовослужбовець ЗС України (підрозділ — не уточнено). | (дата підлягає уточненню)              | Загинув в боях з агресором в ході відбиття російського вторгнення в Україну (місце — не уточнено). Нагороджений орденом «За мужність» III ступеня (посмертно). |
|                                                 |                  | Іщук Михайло Володимирович                                           | Солдат, військовослужбовець ЗС України (підрозділ — не уточнено). | (дата підлягає уточненню)              | Загинув в боях з агресором в ході відбиття російського вторгнення в Україну (місце — не уточнено). Нагороджений орденом «За мужність» III ступеня (посмертно). |
|                                                 |                  | Калашников Валентин Васильович                                       | Солдат, військовослужбовець ЗС України (підрозділ — не уточнено). | (дата підлягає уточненню)              | Загинув в боях з агресором в ході відбиття російського вторгнення в Україну (місце — не уточнено). Нагороджений орденом «За мужність» III ступеня (посмертно). |
|                                                 |                  | Калюжний Олексій Федорович                                           | 25.03.1980. Молодший сержант, військовослужбовець ЗС України (підрозділ — не уточнено). | 26 березня 2022                        | Загинув в Маріуполі. Нагороджений орденом «За мужність» III ступеня (посмертно). |
|                                                 |                  | Кудря Ростислав Олександрович                                        | 03.12.2001. Солдат, військовослужбовець ЗС України (підрозділ — не уточнено). | 15 березня 2022                        | Загинув в боях з агресором в ході відбиття російського вторгнення в Україну (місце — не уточнено). Нагороджений орденом «За мужність» III ступеня (посмертно). |
|                                                 |                  | Куля В'ячеслав Євгенович                                             | 30.03.1975. Штаб-сержант, в/ч 3058, 18-й окремий спеціальний моторизований батальйон міліції ВВ МВС, м. Ізмаїл. | 11 березня 2022                        | Загинув під час виконання бойового завдання на блокпосту в м. Маріуполь Донецької області. Нагороджений орденом «За мужність» III ступеня (посмертно). |
|                                                 |                  | Малаєв Роман Олегович                                                | Штаб-сержант, військовослужбовець ЗС України (підрозділ — не уточнено). | (дата підлягає уточненню)              | Загинув в боях з агресором в ході відбиття російського вторгнення в Україну (місце — не уточнено). Нагороджений орденом «За мужність» III ступеня (посмертно). |
|                                                 |                  | Мороз Юрій Володимирович                                             | Старший солдат, військовослужбовець ЗС України (підрозділ — не уточнено). | (дата підлягає уточненню)              | Загинув в боях з агресором в ході відбиття російського вторгнення в Україну (місце — не уточнено). Нагороджений орденом «За мужність» III ступеня (посмертно). |
|                                                 |                  | Однороб Валерій Олегович                                             | 25.09.1998. Молодший сержант, 4-та бригада оперативного призначення НГУ. Водій-оператор взводу розвідки спеціального призначення 1-го батальйону оперативного призначення (на бронетранспортерах) | 9 березня 2022                         | Загинув під час виконання бойового завдання в місті Рубіжне Луганської області, пострілом снайпера ЗС РФ отримав поранення, несумісне з життям. Нагороджений орденом «За мужність» III ступеня (посмертно). 21.03.2022 похований на кладовищі с. Охтирського р-ну Сумської обл. |
|                                                 |                  | Павлов Ігор Олександрович («Ара»)                                    | 38 років, м. Маріуполь. Закінчив Маріупольський електромеханічний фаховий коледж, потім здобув вищу освіту в Харківському виші та став фахівцем із охорони праці. Любив відвідувати рок-концерти, був засновником і вокалістом гурту «Ara Maiden». Працював у місцевій книгарні. Після Революції Гідносту у 2015-му році долучився до полку Азов, старший солдат | 26 березня 2022                        | Загинув під час оборони міста Маріуполь. Нагороджений орденом «За мужність» III ступеня (посмертно). 20 серпня 2022 року на Байковому кладовищі міста Києва відбулася церемонія прощання та кремація. Залишилися дружина та дочка . |
|                                                 |                  | Паскалов Іван Сергійович («Паскаль»)                                 | 24 роки, м. Харків. Закінчив тамтешню спеціальну школу № 77. Згодом вступив до Кременчуцького університету імені А. Нобеля. Навчався на заочному відділенні, спеціальність — міжнародні економічні відносини. Молодший сержант, військовослужбовець ЗС України (підрозділ — не уточнено). | 3 квітня 2022                          | Загинув в боях з агресором в ході відбиття російського вторгнення в Україну (місце — не уточнено). Нагороджений орденом «За мужність» III ступеня (посмертно). У Харківській гімназії № 77 відкрили меморіальну дошку на честь воїна. |
|                                                 |                  | Савченко Сергій Олександрович                                        | Старший солдат, військовослужбовець ЗС України (підрозділ — не уточнено). | (дата підлягає уточненню)              | Загинув в боях з агресором в ході відбиття російського вторгнення в Україну (місце — не уточнено). Нагороджений орденом «За мужність» III ступеня (посмертно). |
|                                                 |                  | Слабошевський Михайло Іванович                                       | Старший сержант, військовослужбовець ЗС України (підрозділ — не уточнено). | (дата підлягає уточненню)              | Загинув в боях з агресором в ході відбиття російського вторгнення в Україну (місце — не уточнено). Нагороджений орденом «За мужність» III ступеня (посмертно). |
|                                                 |                  | Строгецький Дмитро Леонідович                                        | 25.09.2001. Солдат, помічник гранатометника 2-го відділення 1-го взводу 2 роти оперативного призначення (на бронетранспортерах) 1-го батальйону оперативного призначення (на бронетранспортерах) 4 БрОП НГУ. | 8 березня 2022                         | Загинув в боях під час виконання бойового завдання в Рубіжному Луганської області, отримав поранення, несумісні з життям. Нагороджений орденом «За мужність» III ступеня (посмертно). |
|                                                 |                  | Терешко Артем Васильович                                             | Старший солдат, військовослужбовець ЗС України (підрозділ — не уточнено). | (дата підлягає уточненню)              | Загинув в боях з агресором в ході відбиття російського вторгнення в Україну (місце — не уточнено). Нагороджений орденом «За мужність» III ступеня (посмертно). |
|                                                 |                  | Фроліков Михайло Олександрович                                       | Старший сержант, військовослужбовець ЗС України (підрозділ — не уточнено). | (дата підлягає уточненню)              | Загинув в боях з агресором в ході відбиття російського вторгнення в Україну (місце — не уточнено). Нагороджений орденом «За мужність» III ступеня (посмертно). |
|                                                 |                  | Харук Володимир Юрійович                                             | 27 липня 1999, с. Рудники. Мобілізований на строкову службу в 2019-му році до НГУ. Спочатку служив у Кривому Розі. У 2020 році долучився до Азову, підписав контракт. | 29 березня 2022                        | Загинув під час оборони Маріуполя.. Нагороджений орденом «За мужність» III ступеня (посмертно). Його знайшли майже через 2 роки. Похований в селі Рудники |
|                                                 |                  | Чирка Іван Анатолійович                                              | Сержант, військовослужбовець ЗС України (підрозділ — не уточнено). | (дата підлягає уточненню)              | Загинув в боях з агресором в ході відбиття російського вторгнення в Україну (місце — не уточнено). Нагороджений орденом «За мужність» III ступеня (посмертно). |
|                                                 |                  | Шуліка Олександр Валерійович                                         | 29 жовтня 1997. Солдат, військовослужбовець НГУ, 4 БрОП. Стрілець (помічник кулеметника 1-го відділення 1-го взводу оперативного призначення 2-ї роти оперативного призначення (на бронетранспортерах) 1-го батальйону оперативного призначення (на бронетранспортерах). | 8 березня 2022                         | Загинув в боях під час виконання бойового завдання в Рубіжному Луганської області, отримав поранення, несумісні з життям. Нагороджений орденом «За мужність» III ступеня (посмертно). |
|                                                 |                  | Бондаренко Микита Юрійович                                           | Молодший сержант, військовослужбовець ДПСУ (підрозділ — не уточнено). | (дата підлягає уточненню)              | Загинув в боях з агресором в ході відбиття російського вторгнення в Україну (місце — не уточнено). Нагороджений орденом «За мужність» III ступеня (посмертно). |
|                                                 |                  | Владикін Сергій Олександрович                                        | Сержант, військовослужбовець ДПСУ (підрозділ — не уточнено). | (дата підлягає уточненню)              | Загинув в боях з агресором в ході відбиття російського вторгнення в Україну (місце — не уточнено). Нагороджений орденом «За мужність» III ступеня (посмертно). |
|                                                 |                  | Гетьман Олександр Юрійович                                           | Старший сержант, військовослужбовець ДПСУ (підрозділ — не уточнено). | (дата підлягає уточненню)              | Загинув в боях з агресором в ході відбиття російського вторгнення в Україну (місце — не уточнено). Нагороджений орденом «За мужність» III ступеня (посмертно). |
|                                                 |                  | Дудолада Владислав Сергійович                                        | Старший сержант, військовослужбовець ДПСУ (підрозділ — не уточнено). | (дата підлягає уточненню)              | Загинув в боях з агресором в ході відбиття російського вторгнення в Україну (місце — не уточнено). Нагороджений орденом «За мужність» III ступеня (посмертно). |
|                                                 |                  | Катишев Максим Вадимович                                             | Головний сержант, військовослужбовець ДПСУ (підрозділ — не уточнено). | (дата підлягає уточненню)              | Загинув в боях з агресором в ході відбиття російського вторгнення в Україну (місце — не уточнено). Нагороджений орденом «За мужність» III ступеня (посмертно). |
|                                                 |                  | Мухтаров Усеін Сабрійович                                            | Сержант, військовослужбовець ДПСУ (підрозділ — не уточнено). | (дата підлягає уточненню)              | Загинув в боях з агресором в ході відбиття російського вторгнення в Україну (місце — не уточнено). Нагороджений орденом «За мужність» III ступеня (посмертно). |
|                                                 |                  | Шовкопляс Дмитро Олександрович                                       | Сержант, військовослужбовець ДПСУ (підрозділ — не уточнено). | (дата підлягає уточненню)              | Загинув в боях з агресором в ході відбиття російського вторгнення в Україну (місце — не уточнено). Нагороджений орденом «За мужність» III ступеня (посмертно). |
|                                                 |                  | Захарук Вадим Олександрович                                          | Солдат, військовослужбовець частини НГУ (підрозділ — не уточнено). | (дата підлягає уточненню)              | Загинув в боях з агресором в ході відбиття російського вторгнення в Україну (місце — не уточнено). Нагороджений орденом «За мужність» III ступеня (посмертно). |
|                                                 |                  | Левченко Геннадій Михайлович                                         | Солдат, військовослужбовець частини НГУ (підрозділ — не уточнено). | (дата підлягає уточненню)              | Загинув в боях з агресором в ході відбиття російського вторгнення в Україну (місце — не уточнено). Нагороджений орденом «За мужність» III ступеня (посмертно). |
|                                                 |                  | Нікіфоров Олександр Сергійович                                       | Старший солдат, військовослужбовець частини НГУ (підрозділ — не уточнено). | (дата підлягає уточненню)              | Загинув в боях з агресором в ході відбиття російського вторгнення в Україну (місце — не уточнено). Нагороджений орденом «За мужність» III ступеня (посмертно). |
|                                                 |                  | Савонік Андрій Анатолійович                                          | Солдат, військовослужбовець частини НГУ (підрозділ — не уточнено). | (дата підлягає уточненню)              | Загинув в боях з агресором в ході відбиття російського вторгнення в Україну (місце — не уточнено). Нагороджений орденом «За мужність» III ступеня (посмертно). |
|                                                 |                  | Степанюк Микола Антонович                                            | 26 червня 1984, селище Клевань. Солдат, військовослужбовець частини НГУ (підрозділ — не уточнено). | (дата підлягає уточненню)              | Загинув в боях з агресором в ході відбиття російського вторгнення в Україну (місце — не уточнено). Нагороджений орденом «За мужність» III ступеня (посмертно). |
|                                                 |                  | Гульчук В'ячеслав Віталійович («Славко»)                             | 25 квітня 1995, м. Острог. Мав незакінчену вищу освіту. Навчався в Одеській національній академії зв'язку імені О. С. Попова. У 2014—2020 роках служив за контрактом у 36-ій окремій бригаді морської піхоти ВМС ЗСУ. Потім займався підприємницькою діяльністю. Штаб-сержант, військовослужбовець ОЗСП «Азов». Обіймав посаду сапера відділення інженерно-саперного взводу інженерно-саперної роти. | 7 квітня 2022                          | Загинув в боях з агресором в ході відбиття російського вторгнення в Україну (місце — не уточнено). Нагороджений орденом «За мужність» II ступеня (посмертно). Поховати Героя рідним так і не вдалося. |
|                                                 |                  | Шевчук Віталій Васильович                                            | 29 червня 1974. Старший лейтенант, військовослужбовець ОЗСП «Азов» з 2016 року. | 7 квітня 2022                          | Загинув в боях з агресором в ході відбиття російського вторгнення в Україну в місті Маріуполь. Нагороджений орденом «За мужність» II ступеня (посмертно). |
|                                                 |                  | Абрамов Олександр Вікторович                                         | Солдат, військовослужбовець частини НГУ (підрозділ — не уточнено). | (дата підлягає уточненню)              | Загинув в боях з агресором в ході відбиття російського вторгнення в Україну (місце — не уточнено). Нагороджений орденом «За мужність» III ступеня (посмертно). |
|                                                 |                  | Бабич Микола В'ячеславович                                           | Солдат, військовослужбовець частини НГУ (підрозділ — не уточнено). | (дата підлягає уточненню)              | Загинув в боях з агресором в ході відбиття російського вторгнення в Україну (місце — не уточнено). Нагороджений орденом «За мужність» III ступеня (посмертно). |
|                                                 |                  | Бакуменко Олександр Миколайович                                      | Старший сержант, військовослужбовець частини НГУ (підрозділ — не уточнено). | (дата підлягає уточненню)              | Загинув в боях з агресором в ході відбиття російського вторгнення в Україну (місце — не уточнено). Нагороджений орденом «За мужність» III ступеня (посмертно). |
|                                                 |                  | Бондаренко Олександр Васильович                                      | Солдат, військовослужбовець частини НГУ (підрозділ — не уточнено). | (дата підлягає уточненню)              | Загинув в боях з агресором в ході відбиття російського вторгнення в Україну (місце — не уточнено). Нагороджений орденом «За мужність» III ступеня (посмертно). |
|                                                 |                  | Бряза Василь Васильович                                              | .08.2002 С. лдат, 9-й полк оперативного призначення НГУ, в/ч 3029. Розвідник-далекомірник відділення управління командира батареї взводу управління командира 1-ї гаубичної самохідно-артилерійської батареї гаубичного самохідно-артилерійського дивізіону. | 5 березня 2022                         | Загинув в боях з агресором в ході відбиття російського вторгнення в Україну в місті Маріуполь. Більше року вважався зниклим без вісті. Похований 9 травня 2023 року в рідному селі. Нагороджений орденом «За мужність» III ступеня (посмертно). |
|                                                 |                  | Водяха Максим Сергійович                                             | 27.07.2001. Солдат, 9-й полк оперативного призначення НГУ, старший кулеметник 3-го взводу оперативного призначення роти оперативного призначення (на бронетранспортерах) 2-го батальйону оперативного призначення. | 25 березня 2022                        | Обставини уточнюються, м. Маріуполь зі слів л-нта Смирнова. Нагороджений орденом «За мужність» III ступеня (посмертно). |
|                                                 |                  | Гузенко Микита Дмитрович                                             | 21.05.2000. Солдат, 9-й полк оперативного призначення НГУ. Стрілець-зенітник 4-го відділення зенітного ракетного взводу зенітної ракетно-артилерійської батареї. | (дата підлягає уточненню) березня 2022 | Загинув в боях з агресором в ході відбиття російського вторгнення в Україну в м. Маріуполь. Нагороджений орденом «За мужність» III ступеня (посмертно). |
|                                                 |                  | Дробот Євген Іванович                                                | Старший лейтенант, військовослужбовець частини НГУ (підрозділ — не уточнено). | (дата підлягає уточненню)              | Загинув в боях з агресором в ході відбиття російського вторгнення в Україну (місце — не уточнено). Нагороджений орденом «За мужність» III ступеня (посмертно). |
|                                                 |                  | Жумабоєв Руслан Мукімбойович                                         | Старший лейтенант, військовослужбовець частини НГУ (підрозділ — не уточнено). | (дата підлягає уточненню)              | Загинув в боях з агресором в ході відбиття російського вторгнення в Україну (місце — не уточнено). Нагороджений орденом «За мужність» III ступеня (посмертно). |
|                                                 |                  | Іщук Богдан Олегович                                                 | 3 червня 2001, м. Козятин Вінницької області. Солдат, 15-й окремий Слов'янський полк НГУ. | 31 березня 2022                        | Загинув в боях з агресором в ході відбиття російського вторгнення в Україну (місце — не уточнено). Нагороджений орденом «За мужність» III ступеня (посмертно). Поховали загиблого в рідному місті Козятині. |
|                                                 |                  | Косяченко Віталій Володимирович                                      | Солдат, військовослужбовець частини НГУ (підрозділ — не уточнено). | (дата підлягає уточненню)              | Загинув в боях з агресором в ході відбиття російського вторгнення в Україну (місце — не уточнено). Нагороджений орденом «За мужність» III ступеня (посмертно). |
|                                                 |                  | Коцюбан Денис Миколайович                                            | Солдат, військовослужбовець частини НГУ (підрозділ — не уточнено). | (дата підлягає уточненню)              | Загинув в боях з агресором в ході відбиття російського вторгнення в Україну (місце — не уточнено). Нагороджений орденом «За мужність» III ступеня (посмертно). |
|                                                 |                  | Кравцов Микита Сергійович                                            | Солдат, військовослужбовець частини НГУ (підрозділ — не уточнено). | (дата підлягає уточненню)              | Загинув в боях з агресором в ході відбиття російського вторгнення в Україну (місце — не уточнено). Нагороджений орденом «За мужність» III ступеня (посмертно). |
|                                                 |                  | Купа Валерій Анатолійович                                            | Молодший сержант, військовослужбовець частини НГУ (підрозділ — не уточнено). | (дата підлягає уточненню)              | Загинув в боях з агресором в ході відбиття російського вторгнення в Україну (місце — не уточнено). Нагороджений орденом «За мужність» III ступеня (посмертно). |
|                                                 |                  | Лебедь Павло Іванович                                                | Старший солдат, військовослужбовець частини НГУ (підрозділ — не уточнено). | (дата підлягає уточненню)              | Загинув в боях з агресором в ході відбиття російського вторгнення в Україну (місце — не уточнено). Нагороджений орденом «За мужність» III ступеня (посмертно). |
|                                                 |                  | Мар'єнко Владислав Сергійович                                        | 04.02.2000. Солдат, 9-й полк оперативного призначення НГУ. Старший кулеметник (бронеавтомобіля) 3-го взводу оперативного призначення роти оперативного призначення (на бронеавтомобілях) 2-го батальйону оперативного призначення. | (дата підлягає уточненню)              | Загинув в боях з агресором в ході відбиття російського вторгнення в Україну в місті Маріуполь. Нагороджений орденом «За мужність» III ступеня (посмертно). |
|                                                 |                  | Пацеля Ярослав Вікторович («Алігатор»)                               | Майстер-сержант, військовослужбовець частини НГУ (підрозділ — не уточнено). | (дата підлягає уточненню)              | Загинув в боях з агресором в ході відбиття російського вторгнення в Україну (місце — не уточнено). Нагороджений орденом «За мужність» III ступеня (посмертно). |
|                                                 |                  | Петров Іван Петрович                                                 | 20.01.2002. Солдат, 9-й полк оперативного призначення НГУ. Оператор відділення управління вогнем і маневру підрозділами взводу управління командира 1-ї гаубичної самохідно-артилерійської батареї гаубичного самохідно-артилерійського дивізіону. | (дата підлягає уточненню)              | Загинув в боях з агресором в ході відбиття російського вторгнення в Україну в місті Маріуполь. Нагороджений орденом «За мужність» III ступеня (посмертно). |
|                                                 |                  | Пєшков Артем Ігорович                                                | 23.06.1999. Солдат, 9-й полк оперативного призначення НГУ. Гранатометник 2-го взводу роти оперативного призначення (на автомобілях) 2-го батальйону оперативного призначення | 15 березня 2022                        | Загинув в боях з агресором в ході відбиття російського вторгнення в Україну в м. Маріуполь. Нагороджений орденом «За мужність» III ступеня (посмертно). |
|                                                 |                  | Потішка Роман Михайлович («Паштет»)                                  | 13 червня 1995, м. Кропивницький. Старший лейтенант, військовослужбовець ОЗСП «Азов». Навчався в ліцеї № 93 Львівської міської ради. Здобув освіту в Криворізькому фаховому коледжі НАУ. Згодом вступив до Національного авіаційного університету, мріяв стати пілотом. Ультрас ФК «Карпати» Львів. У серпні 2014 року Роман добровольцем вступив до новоствореного полку «Азов». Брав участь у Павлопіль-Широкинській наступальній операції, а також в обороні Світлодарської дуги, Мар'їнки та Красногорівки. Командир 3-ї бойової групи розвідки. За особистий героїзм військового відзначили орденом Богдана Хмельницького III ступеня. | 7 квітня 2022                          | Загинув в Маріуполі Нагороджений орденом «За мужність» III ступеня та званням «капітан» (посмертно). Прощання відбулося 22 серпня 2023 у Львові. |
|                                                 |                  | Радченко Дмитро Віталійович                                          | Солдат, військовослужбовець частини НГУ (підрозділ — не уточнено). | (дата підлягає уточненню)              | Загинув в боях з агресором в ході відбиття російського вторгнення в Україну (місце — не уточнено). Нагороджений орденом «За мужність» III ступеня (посмертно). |
|                                                 |                  | Самойлов Дмитро Олександрович                                        | Сержант, військовослужбовець частини НГУ (підрозділ — не уточнено). | (дата підлягає уточненню)              | Загинув в боях з агресором в ході відбиття російського вторгнення в Україну (місце — не уточнено). Нагороджений орденом «За мужність» III ступеня (посмертно). |
|                                                 |                  | Сильченко Микола Миколайович                                         | 27 травня 1986, селище Ярова, Лиманський район, Донецька область. Вищу освіту поїхав отримувати в Харків. Вступив до Харківського національного автодорожнього університету. Ще до отримання диплома брав участь в експертній роботі у Харківському науково-дослідному інституті судових експертиз ім. М. С. Бокаріуса. Продовжив і після випуску, а також залишився викладати в ХНАДУ для студентів та на курсах для майбутніх водіїв при виші. У серпні 2014-го Миколу призвали до ЗСУ. У 22-му окремому мотопіхотному батальйоні чоловік прослужив рік та два місяці. Молодший сержант, військовослужбовець частини НГУ (підрозділ — не уточнено). | 7 квітня 2022                          | Загинув біля села Студенок (с. Букіно) на Харківщині. 7 квітня 2022 року їхній підрозділ потрапив під мінометний обстріл. Разом з Миколою загинули ще троє побратимів. Один отримав важкі поранення. Микола до свого дня народження не дожив трохи менше 2 місяців. Нагороджений орденом «За мужність» III ступеня (посмертно). |
|                                                 |                  | Спірідонов Павло Геннадійович («79-й»)                               | 35 років, с. Урожайне Запорізької області. Старший сержант, військовослужбовець ОЗСП «Азов». з 2017-го року. Коли почалася російсько-українська війна у 2014 році, Павло пішов на службу до Збройних сил України. Брав участь в АТО на Донецькому напрямку. Був інструктором. У 2022 році планував вступити до університету, щоб здобути вищу освіту, а згодом — і звання на службі. Однак почалася повномасштабна війна. У захисника залишилися батьки, дружина та двоє дітей 6 та 8 років. | 4 квітня 2022                          | Загинув в боях з агресором в місті Маріуполь. Нагороджений орденом «За мужність» III ступеня (посмертно). Тіло Павла було кремоване у Києві. |
|                                                 |                  | Стопник Всеволод Юрійович                                            | 24 липня 2001, м. Кривий Ріг. Солдат, військовослужбовець частини НГУ, 15-й окремий полк НГУ. | 3 квітня 2022                          | Захищав Рубіжне і Слов'янськ де і загинув. Нагороджений орденом «За мужність» III ступеня (посмертно). Похований на Центральному кладовищі в місті Кривий Ріг. |
|                                                 |                  | Айка Олексій Іванович                                                | Старший сержант, військовослужбовець ДПСУ (підрозділ — не уточнено). | (дата підлягає уточненню)              | Загинув в боях з агресором в ході відбиття російського вторгнення в Україну (місце — не уточнено). Нагороджений орденом «За мужність» III ступеня (посмертно). |
|                                                 |                  | Біленко Михайло Сергійович                                           | Майстер-сержант, військовослужбовець ДПСУ (підрозділ — не уточнено). | 28.03.2022                             | Загинув в боях з агресором в ході відбиття російського вторгнення в Україну (місце — не уточнено). Нагороджений орденом «За мужність» III ступеня (посмертно). |
|                                                 |                  | Назаренко Богдан Григорович                                          | Штаб-сержант, військовослужбовець ДПСУ (підрозділ — не уточнено). | (дата підлягає уточненню)              | Загинув в боях з агресором в ході відбиття російського вторгнення в Україну (місце — не уточнено). Нагороджений орденом «За мужність» III ступеня (посмертно). |
|                                                 |                  | Пелих Олександр Олександрович                                        | Штаб-сержант, військовослужбовець ДПСУ (підрозділ — не уточнено). | (дата підлягає уточненню)              | Загинув в боях з агресором в ході відбиття російського вторгнення в Україну (місце — не уточнено). Нагороджений орденом «За мужність» III ступеня (посмертно). |
|                                                 |                  | Роха Олег Олексійович                                                | Старший сержант, військовослужбовець ДПСУ (підрозділ — не уточнено). | (дата підлягає уточненню)              | Загинув в боях з агресором в ході відбиття російського вторгнення в Україну (місце — не уточнено). Нагороджений орденом «За мужність» III ступеня (посмертно). |
|                                                 |                  | Симонович Владислав Павлович                                         | Штаб-сержант, військовослужбовець ДПСУ (підрозділ — не уточнено). | (дата підлягає уточненню)              | Загинув в боях з агресором в ході відбиття російського вторгнення в Україну (місце — не уточнено). Нагороджений орденом «За мужність» III ступеня (посмертно). |
|                                                 |                  | Ходоровський Володимир Леонідович                                    | Штаб-сержант, військовослужбовець ДПСУ (підрозділ — не уточнено). | (дата підлягає уточненню)              | Загинув в боях з агресором в ході відбиття російського вторгнення в Україну (місце — не уточнено). Нагороджений орденом «За мужність» III ступеня (посмертно). |
|                                                 |                  | Чемерис Роман Григорович                                             | Підполковник, військовослужбовець ДПСУ (підрозділ — не уточнено). | (дата підлягає уточненню)              | Загинув в боях з агресором в ході відбиття російського вторгнення в Україну (місце — не уточнено). Нагороджений орденом «За мужність» III ступеня (посмертно). |
|                                                 |                  | Ясінський Ігор Андрійович                                            | Головний сержант, військовослужбовець ДПСУ (підрозділ — не уточнено). | (дата підлягає уточненню)              | Загинув в боях з агресором в ході відбиття російського вторгнення в Україну (місце — не уточнено). Нагороджений орденом «За мужність» III ступеня (посмертно). |
|                                                 |                  | Загурський Віталій Сергійович                                        | Старший лейтенант, військовослужбовець ЗС України (підрозділ — не уточнено). | (дата підлягає уточненню)              | Загинув в боях з агресором в ході відбиття російського вторгнення в Україну (місце — не уточнено). Нагороджений орденом «За мужність» II ступеня (посмертно). |
|                                                 |                  | Вороний Євгеній Анатолійович                                         | Сержант, військовослужбовець ЗС України (підрозділ — не уточнено). | (дата підлягає уточненню)              | Загинув в боях з агресором в ході відбиття російського вторгнення в Україну (місце — не уточнено). Нагороджений орденом «За мужність» III ступеня (посмертно). |
|                                                 |                  | Дарчук Володимир Іванович                                            | Сержант, військовослужбовець ЗС України (підрозділ — не уточнено). | (дата підлягає уточненню)              | Загинув в боях з агресором в ході відбиття російського вторгнення в Україну (місце — не уточнено). Нагороджений орденом «За мужність» III ступеня (посмертно). |
|                                                 |                  | Перерва Владислав Сергійович                                         | Солдат, військовослужбовець ЗС України (підрозділ — не уточнено). | (дата підлягає уточненню)              | Загинув в боях з агресором в ході відбиття російського вторгнення в Україну (місце — не уточнено). Нагороджений орденом «За мужність» III ступеня (посмертно). |
|                                                 |                  | Рибаков Герман Кузьмич                                               | 15.08.1965, м. Запоріжжя. Матрос, військовослужбовець 503-го окремого батальйону морської піхоти. Водій мінометного розрахунку. | 19 березня 2022                        | Загинув біля Зачатівки Донецької області. Нагороджений орденом «За мужність» III ступеня (посмертно). |
|                                                 |                  | Афонін Володимир Миколайович                                         | Молодший сержант, військовослужбовець ЗС України (підрозділ — не уточнено). | (дата підлягає уточненню)              | Загинув в боях з агресором в ході відбиття російського вторгнення в Україну (місце — не уточнено). Нагороджений орденом «За мужність» III ступеня (посмертно). |
|                                                 |                  | Балашов Сергій Сергійович                                            | 26 березня 1984, м. Ромни. Старший солдат, військовослужбовець ЗС України (підрозділ — не уточнено). | 24 лютого 2022                         | Загинув в боях з агресором в ході відбиття російського вторгнення в Україну (місце — не уточнено). Нагороджений орденом «За мужність» III ступеня (посмертно). |
|                                                 |                  | Бугайов Володимир Володимирович                                      | Старший солдат, військовослужбовець ЗС України (підрозділ — не уточнено). | (дата підлягає уточненню)              | Загинув в боях з агресором в ході відбиття російського вторгнення в Україну (місце — не уточнено). Нагороджений орденом «За мужність» III ступеня (посмертно). |
|                                                 |                  | Кікош Олег Георгійович                                               | Старший солдат, військовослужбовець ЗС України (підрозділ — не уточнено). | (дата підлягає уточненню)              | Загинув в боях з агресором в ході відбиття російського вторгнення в Україну (місце — не уточнено). Нагороджений орденом «За мужність» III ступеня (посмертно). |
|                                                 |                  | Коблюк Олександр Олександрович                                       | Капітан, військовослужбовець ЗС України (підрозділ — не уточнено). | (дата підлягає уточненню)              | Загинув в боях з агресором в ході відбиття російського вторгнення в Україну (місце — не уточнено). Нагороджений орденом «За мужність» III ступеня (посмертно). |
|                                                 |                  | Кравченко Максим Вікторович                                          | Солдат, військовослужбовець ЗС України (підрозділ — не уточнено). | (дата підлягає уточненню)              | Загинув в боях з агресором в ході відбиття російського вторгнення в Україну (місце — не уточнено). Нагороджений орденом «За мужність» III ступеня (посмертно). |
|                                                 |                  | Лєвчіков Станіслав Михайлович                                        | Солдат, військовослужбовець ЗС України (підрозділ — не уточнено). | (дата підлягає уточненню)              | Загинув в боях з агресором в ході відбиття російського вторгнення в Україну (місце — не уточнено). Нагороджений орденом «За мужність» III ступеня (посмертно). |
|                                                 |                  | Максименко Максим Леонідович                                         | Солдат, військовослужбовець ЗС України (підрозділ — не уточнено). | (дата підлягає уточненню)              | Загинув в боях з агресором в ході відбиття російського вторгнення в Україну (місце — не уточнено). Нагороджений орденом «За мужність» III ступеня (посмертно). |
|                                                 |                  | М'якушенко Андрій Миколайович                                        | Молодший сержант, військовослужбовець ЗС України (підрозділ — не уточнено). | (дата підлягає уточненню)              | Загинув в боях з агресором в ході відбиття російського вторгнення в Україну (місце — не уточнено). Нагороджений орденом «За мужність» III ступеня (посмертно). |
|                                                 |                  | Павлюк Богдан Васильович                                             | Солдат, військовослужбовець ЗС України (підрозділ — не уточнено). | (дата підлягає уточненню)              | Загинув в боях з агресором в ході відбиття російського вторгнення в Україну (місце — не уточнено). Нагороджений орденом «За мужність» III ступеня (посмертно). |
|                                                 |                  | Резніченко Олександр Володимирович                                   | Молодший сержант, військовослужбовець ЗС України (підрозділ — не уточнено). | (дата підлягає уточненню)              | Загинув в боях з агресором в ході відбиття російського вторгнення в Україну (місце — не уточнено). Нагороджений орденом «За мужність» III ступеня (посмертно). |
|                                                 |                  | Садомський Едуард Леонідович                                         | 23 листопада 1973, c. Коритна на Ярмолинеччині. На відмінно закінчив школу в рідному селі, вступив у Хмельницьке професійно-технічне училище № 7. Здобув вищу освіту в Кам'янець-Подільському педагогічному інституті імені Івана Огієнка. 25 лютого 2022 став на захист України. Служив розвідником у 3-ій окремій танковій бригаді, хоч був десантником. Прапорщик. | 4 квітня 2022                          | Загинув підірвавшись на міні. Нагороджений орденом «За мужність» III ступеня (посмертно). |
|                                                 |                  | Семенчук Богдан Юрійович                                             | Солдат, військовослужбовець ЗС України (підрозділ — не уточнено). | (дата підлягає уточненню)              | Загинув в боях з агресором в ході відбиття російського вторгнення в Україну (місце — не уточнено). Нагороджений орденом «За мужність» III ступеня (посмертно). |
|                                                 |                  | Сковородка Михайло Миколайович                                       | Солдат, військовослужбовець ЗС України (підрозділ — не уточнено). | (дата підлягає уточненню)              | Загинув в боях з агресором в ході відбиття російського вторгнення в Україну (місце — не уточнено). Нагороджений орденом «За мужність» III ступеня (посмертно). |
|                                                 |                  | Хабаль Михайло Іванович                                              | Старший солдат, військовослужбовець ЗС України (підрозділ — не уточнено). | (дата підлягає уточненню)              | Загинув в боях з агресором в ході відбиття російського вторгнення в Україну (місце — не уточнено). Нагороджений орденом «За мужність» III ступеня (посмертно). |
|                                                 |                  | Черкашин В'ячеслав Вікторович                                        | Солдат, військовослужбовець ЗС України (підрозділ — не уточнено). | (дата підлягає уточненню)              | Загинув в боях з агресором в ході відбиття російського вторгнення в Україну (місце — не уточнено). Нагороджений орденом «За мужність» III ступеня (посмертно). |
|                                                 |                  | Янко Юрій Петрович                                                   | Молодший сержант, військовослужбовець ЗС України (підрозділ — не уточнено). | (дата підлягає уточненню)              | Загинув в боях з агресором в ході відбиття російського вторгнення в Україну (місце — не уточнено). Нагороджений орденом «За мужність» III ступеня (посмертно). |
|                                                 |                  | Боцянівський Віктор Петрович                                         | Капітан, військовослужбовець ЗС України (підрозділ — не уточнено). | (дата підлягає уточненню)              | Загинув в боях з агресором в ході відбиття російського вторгнення в Україну (місце — не уточнено). Нагороджений медаллю «Захиснику Вітчизни» (посмертно). |
|                                                 |                  | Морозенко Микола Анатолійович                                        | Матрос, військовослужбовець підрозділу ВМС ЗС України (підрозділ — не уточнено). | 29 березня 2022                        | Загинув в боях з агресором в ході відбиття російського вторгнення в Україну (місце — не уточнено). Нагороджений орденом «За мужність» III ступеня (посмертно). |
|                                                 |                  | Сардак Павло Сергійович                                              | 15 січня 1997, с. Тургенєвка. Після здобуття професійної освіти вступив до лав ЗСУ. Старший матрос, військовослужбовець підрозділу ВМС ЗС України (підрозділ — не уточнено). | 29 березня 2022                        | Загинув в боях з агресором в ході відбиття російського вторгнення в Україну (місце — не уточнено). Нагороджений орденом «За мужність» III ступеня (посмертно). |
|                                                 |                  | Бебутов Олег Анатолійович                                            | Сержант, військовослужбовець ЗС України (підрозділ — не уточнено). | (дата підлягає уточненню)              | Загинув в боях з агресором в ході відбиття російського вторгнення в Україну (місце — не уточнено). Нагороджений медаллю «Захиснику Вітчизни» (посмертно). |
|                                                 |                  | Бєлко Владислав Андрійович                                           | Старший солдат, військовослужбовець ЗС України (підрозділ — не уточнено). | (дата підлягає уточненню)              | Загинув в боях з агресором в ході відбиття російського вторгнення в Україну (місце — не уточнено). Нагороджений медаллю «Захиснику Вітчизни» (посмертно). |
|                                                 |                  | Деренчук Павло Андрійович                                            | Солдат, військовослужбовець ЗС України (підрозділ — не уточнено). | (дата підлягає уточненню)              | Загинув в боях з агресором в ході відбиття російського вторгнення в Україну (місце — не уточнено). Нагороджений медаллю «Захиснику Вітчизни» (посмертно). |
|                                                 |                  | Регалін Дмитро Русланович                                            | Солдат, військовослужбовець ЗС України (підрозділ — не уточнено). | (дата підлягає уточненню)              | Загинув в боях з агресором в ході відбиття російського вторгнення в Україну (місце — не уточнено). Нагороджений медаллю «Захиснику Вітчизни» (посмертно). |
|                                                 |                  | Тонкошкур Владислав Віталійович                                      | Капітан, військовослужбовець ЗС України (підрозділ — не уточнено). | (дата підлягає уточненню)              | Загинув в боях з агресором в ході відбиття російського вторгнення в Україну (місце — не уточнено). Нагороджений медаллю «Захиснику Вітчизни» (посмертно). |
|                                                 |                  | Шепель Денис Олександрович                                           | Солдат, військовослужбовець ЗС України (підрозділ — не уточнено). | (дата підлягає уточненню)              | Загинув в боях з агресором в ході відбиття російського вторгнення в Україну (місце — не уточнено). Нагороджений медаллю «Захиснику Вітчизни» (посмертно). |
|                                                 |                  | Ювіц Євгеній Іванович                                                | Сержант, військовослужбовець ЗС України (підрозділ — не уточнено). | (дата підлягає уточненню)              | Загинув в боях з агресором в ході відбиття російського вторгнення в Україну (місце — не уточнено). Нагороджений медаллю «Захиснику Вітчизни» (посмертно). |
|                                                 |                  | Вежновець Владислав Вячеславович                                     | 2001. Лейтенант, військовослужбовець ЗС України (підрозділ — не уточнено). | 22 березня 2022                        | Загинув в боях з агресором в ході відбиття російського вторгнення в Україну. Нагороджений орденом «Богдана Хмельницького» III ступеня (посмертно). |
|                                                 |                  | Коваленко Сергій Олексійович                                         | 23.12.1976, м. Буча. Після закінчення школи, з 1995 по 2000 рік, навчався у Харківському військовому університеті. У березні 2014 року був призваний на військову службу до лав ЗСУ та по осінь 2016 року брав участь в АТО на сході України, спочатку у 72 бригаді, а потім у 24 окремій мотопіхотній бригаді. Старший лейтенант. | 20 березня 2022                        | Був розстріляний у лісосмузі російськими окупантами. Нагороджений орденом «Богдана Хмельницького» III ступеня (посмертно). Похований 8 квітня 2022 року в Ірпені на Алеї пам'яті захисників України. |
|                                                 |                  | Послєдов Віталій Олександрович («Грек»)                              | 22 березня 1994, с. Цміни. Мав чотирьох братів та п'ятьох сестер. Брав участь в АТО в 2014-му. Після демобілізації пішов працювати в охорону РАЕС у м. Вараш. Пропрацювавши певний час, пішов навчатися у військовий коледж сержантського складу Національної академії Сухопутних військ імені гетьмана Петра Сагайдачного у Львові. Лейтенант, 95ОДШБр. | 5 квітня 2022                          | Загинув поблизу населеного пункту Довгеньке Ізюмського району Харківської області. Нагороджений орденом «Богдана Хмельницького» III ступеня (посмертно). |
|                                                 |                  | Румянцев Дмитро Ілліч («Ілліч»)                                      | 45 років, м. Біла Церква Київської області. Закінчив Київський інститут Сухопутних військ. Любив займатися плаванням. З 2017 року служив за контрактом у Збройних силах України. Капітан, військовослужбовець в.ч. А4180. | 20 березня 2022                        | Загинув під час оборони своєї військової частини від окупантів в районі села Миколаївка під Бучею на Київщині. Нагороджений орденом «Богдана Хмельницького» III ступеня (посмертно). |
|                                                 |                  | Рябушенко Олексій Степанович                                         | Майор, військовослужбовець ЗС України (підрозділ — не уточнено). | (дата підлягає уточненню)              | Загинув в боях з агресором в ході відбиття російського вторгнення в Україну. Нагороджений орденом «Богдана Хмельницького» III ступеня (посмертно). |
|                                                 |                  | Цикалюк Микола Миколайович                                           | 24.10.1988, Нова Одеса, Миколаївська область. Старший матрос, 36ОБрМП. | 18 березня 2022                        | Загинув в боях з агресором в ході відбиття російського вторгнення в Україну (місце — не уточнено). Нагороджений орденом «За мужність» II ступеня (посмертно). |
|                                                 |                  | Безпалий Максим Володимирович                                        | Молодший сержант, військовослужбовець ЗС України (підрозділ — не уточнено). | (дата підлягає уточненню)              | Загинув в боях з агресором в ході відбиття російського вторгнення в Україну (місце — не уточнено). Нагороджений орденом «За мужність» III ступеня (посмертно). |
|                                                 |                  | Блажко Олексій Васильович                                            | Старший сержант, військовослужбовець ЗС України (підрозділ — не уточнено). | (дата підлягає уточненню)              | Загинув в боях з агресором в ході відбиття російського вторгнення в Україну (місце — не уточнено). Нагороджений орденом «За мужність» III ступеня (посмертно). |
|                                                 |                  | Ващенко Ілля Володимирович                                           | Солдат, військовослужбовець ЗС України (підрозділ — не уточнено). | (дата підлягає уточненню)              | Загинув в боях з агресором в ході відбиття російського вторгнення в Україну (місце — не уточнено). Нагороджений орденом «За мужність» III ступеня (посмертно). |
|                                                 |                  | Волохов Ігор Валерійович                                             | Солдат, військовослужбовець ЗС України (підрозділ — не уточнено). | (дата підлягає уточненню)              | Загинув в боях з агресором в ході відбиття російського вторгнення в Україну (місце — не уточнено). Нагороджений орденом «За мужність» III ступеня (посмертно). |
|                                                 |                  | Галузін Євгеній Вадимович                                            | 18.08.1982. Сержант, військовослужбовець 17-ої танкової бригади. | (дата підлягає уточненню)              | Загинув в боях з агресором в ході відбиття російського вторгнення в Україну (місце — не уточнено). Нагороджений орденом «За мужність» III ступеня (посмертно). |
|                                                 |                  | Гаспаров Дмитро Бахшович                                             | Старший солдат, військовослужбовець ЗС України (підрозділ — не уточнено). | (дата підлягає уточненню)              | Загинув в боях з агресором в ході відбиття російського вторгнення в Україну (місце — не уточнено). Нагороджений орденом «За мужність» III ступеня (посмертно). |
|                                                 |                  | Гончаренко Артур Сергійович                                          | Солдат, військовослужбовець ЗС України (підрозділ — не уточнено). | (дата підлягає уточненню)              | Загинув в боях з агресором в ході відбиття російського вторгнення в Україну (місце — не уточнено). Нагороджений орденом «За мужність» III ступеня (посмертно). |
|                                                 |                  | Горик Євгеній Костянтинович                                          | Підполковник, військовослужбовець ЗС України (підрозділ — не уточнено). | (дата підлягає уточненню)              | Загинув в боях з агресором в ході відбиття російського вторгнення в Україну (місце — не уточнено). Нагороджений орденом «За мужність» III ступеня (посмертно). |
|                                                 |                  | Горобець Олександр Миколайович                                       | Підполковник, військовослужбовець ЗС України (підрозділ — не уточнено). | (дата підлягає уточненню)              | Загинув в боях з агресором в ході відбиття російського вторгнення в Україну (місце — не уточнено). Нагороджений орденом «За мужність» III ступеня (посмертно). |
|                                                 |                  | Горожанкін Андрій Анатолійович                                       | Солдат, військовослужбовець ЗС України (підрозділ — не уточнено). | (дата підлягає уточненню)              | Загинув в боях з агресором в ході відбиття російського вторгнення в Україну (місце — не уточнено). Нагороджений орденом «За мужність» III ступеня (посмертно). |
|                                                 |                  | Дідюк Олександр Алгірдасович                                         | Старший солдат, військовослужбовець ЗС України (підрозділ — не уточнено). | (дата підлягає уточненню)              | Загинув в боях з агресором в ході відбиття російського вторгнення в Україну (місце — не уточнено). Нагороджений орденом «За мужність» III ступеня (посмертно). |
|                                                 |                  | Дубик Дмитро Васильович                                              | Солдат, військовослужбовець ЗС України (підрозділ — не уточнено). | (дата підлягає уточненню)              | Загинув в боях з агресором в ході відбиття російського вторгнення в Україну (місце — не уточнено). Нагороджений орденом «За мужність» III ступеня (посмертно). |
|                                                 |                  | Дубовий Максим Васильович                                            | Старший солдат, військовослужбовець ЗС України (підрозділ — не уточнено). | (дата підлягає уточненню)              | Загинув в боях з агресором в ході відбиття російського вторгнення в Україну (місце — не уточнено). Нагороджений орденом «За мужність» III ступеня (посмертно). |
|                                                 |                  | Жеребчук Олександр Сергійович                                        | Солдат, військовослужбовець ЗС України (підрозділ — не уточнено). | (дата підлягає уточненню)              | Загинув в боях з агресором в ході відбиття російського вторгнення в Україну (місце — не уточнено). Нагороджений орденом «За мужність» III ступеня (посмертно). |
|                                                 |                  | Івашин Олександр Анатолійович                                        | Солдат, військовослужбовець ЗС України (підрозділ — не уточнено). | (дата підлягає уточненню)              | Загинув в боях з агресором в ході відбиття російського вторгнення в Україну (місце — не уточнено). Нагороджений орденом «За мужність» III ступеня (посмертно). |
|                                                 |                  | Кацарський Віталій Володимирович                                     | Солдат, військовослужбовець ЗС України (підрозділ — не уточнено). | (дата підлягає уточненню)              | Загинув в боях з агресором в ході відбиття російського вторгнення в Україну (місце — не уточнено). Нагороджений орденом «За мужність» III ступеня (посмертно). |
|                                                 |                  | Ковалик Андрій Андрійович                                            | Штаб-сержант, військовослужбовець ЗС України (підрозділ — не уточнено). | (дата підлягає уточненню)              | Загинув в боях з агресором в ході відбиття російського вторгнення в Україну (місце — не уточнено). Нагороджений орденом «За мужність» III ступеня (посмертно). |
|                                                 |                  | Козак Кирило Олексійович                                             | Сержант, військовослужбовець ЗС України (підрозділ — не уточнено). | (дата підлягає уточненню)              | Загинув в боях з агресором в ході відбиття російського вторгнення в Україну (місце — не уточнено). Нагороджений орденом «За мужність» III ступеня (посмертно). |
|                                                 |                  | Коротких Едуард Романович                                            | Молодший сержант, військовослужбовець ЗС України (підрозділ — не уточнено). | (дата підлягає уточненню)              | Загинув в боях з агресором в ході відбиття російського вторгнення в Україну (місце — не уточнено). Нагороджений орденом «За мужність» III ступеня (посмертно). |
|                                                 |                  | Маринюк Максим Вікторович                                            | Старший солдат, військовослужбовець ЗС України (підрозділ — не уточнено). | (дата підлягає уточненню)              | Загинув в боях з агресором в ході відбиття російського вторгнення в Україну (місце — не уточнено). Нагороджений орденом «За мужність» III ступеня (посмертно). |
|                                                 |                  | Мороз Олександр Олегович                                             | Солдат, військовослужбовець ЗС України (підрозділ — не уточнено). | (дата підлягає уточненню)              | Загинув в боях з агресором в ході відбиття російського вторгнення в Україну (місце — не уточнено). Нагороджений орденом «За мужність» III ступеня (посмертно). |
|                                                 |                  | Олексієнко Валерій Анатолійович                                      | Солдат, військовослужбовець ЗС України (підрозділ — не уточнено). | (дата підлягає уточненню)              | Загинув в боях з агресором в ході відбиття російського вторгнення в Україну (місце — не уточнено). Нагороджений орденом «За мужність» III ступеня (посмертно). |
|                                                 |                  | Осипенко Костянтин Михайлович                                        | Старший сержант, військовослужбовець ЗС України (підрозділ — не уточнено). | (дата підлягає уточненню)              | Загинув в боях з агресором в ході відбиття російського вторгнення в Україну (місце — не уточнено). Нагороджений орденом «За мужність» III ступеня (посмертно). |
|                                                 |                  | Охріменко Микола Миколайович                                         | Солдат, військовослужбовець ЗС України (підрозділ — не уточнено). | (дата підлягає уточненню)              | Загинув в боях з агресором в ході відбиття російського вторгнення в Україну (місце — не уточнено). Нагороджений орденом «За мужність» III ступеня (посмертно). |
|                                                 |                  | Пилипчак Микола Володимирович                                        | Сержант, військовослужбовець ЗС України (підрозділ — не уточнено). | (дата підлягає уточненню)              | Загинув в боях з агресором в ході відбиття російського вторгнення в Україну (місце — не уточнено). Нагороджений орденом «За мужність» III ступеня (посмертно). |
|                                                 |                  | Попов Сергій Миколайович                                             | Сержант, військовослужбовець ЗС України (підрозділ — не уточнено). | (дата підлягає уточненню)              | Загинув в боях з агресором в ході відбиття російського вторгнення в Україну (місце — не уточнено). Нагороджений орденом «За мужність» III ступеня (посмертно). |
|                                                 |                  | Ревенко Михайло Олександрович                                        | Штаб-сержант, військовослужбовець ЗС України (підрозділ — не уточнено). | (дата підлягає уточненню)              | Загинув в боях з агресором в ході відбиття російського вторгнення в Україну (місце — не уточнено). Нагороджений орденом «За мужність» III ступеня (посмертно). |
|                                                 |                  | Сивий Володимир Миколайович                                          | Солдат, військовослужбовець ЗС України (підрозділ — не уточнено). | (дата підлягає уточненню)              | Загинув в боях з агресором в ході відбиття російського вторгнення в Україну (місце — не уточнено). Нагороджений орденом «За мужність» III ступеня (посмертно). |
|                                                 |                  | Сидоренко Анатолій Дмитрович                                         | Старшина, військовослужбовець ЗС України (підрозділ — не уточнено). | (дата підлягає уточненню)              | Загинув в боях з агресором в ході відбиття російського вторгнення в Україну (місце — не уточнено). Нагороджений орденом «За мужність» III ступеня (посмертно). |
|                                                 |                  | Сіньков Сергій Юрійович                                              | Молодший сержант, військовослужбовець ЗС України (підрозділ — не уточнено). | (дата підлягає уточненню)              | Загинув в боях з агресором в ході відбиття російського вторгнення в Україну (місце — не уточнено). Нагороджений орденом «За мужність» III ступеня (посмертно). |
|                                                 |                  | Стеценко Богдан Володимирович                                        | Старший солдат, військовослужбовець ЗС України (підрозділ — не уточнено). | (дата підлягає уточненню)              | Загинув в боях з агресором в ході відбиття російського вторгнення в Україну (місце — не уточнено). Нагороджений орденом «За мужність» III ступеня (посмертно). |
|                                                 |                  | Трубаков Антон В'ячеславович                                         | Сержант, військовослужбовець ЗС України (підрозділ — не уточнено). | (дата підлягає уточненню)              | Загинув в боях з агресором в ході відбиття російського вторгнення в Україну (місце — не уточнено). Нагороджений орденом «За мужність» III ступеня (посмертно). |
|                                                 |                  | Цісар Олександр Юрійович                                             | Старший солдат, військовослужбовець ЗС України (підрозділ — 3 спеціальний відділ Військової служби правопорядку). | (дата підлягає уточненню)              | Загинув в боях з агресором в ході відбиття російського вторгнення в Україну поблизу м. Попасної на Луганщині. Нагороджений орденом «За мужність» III ступеня (посмертно). |
|                                                 |                  | Шемет Леонід Валентинович                                            | 5.12.1989, 32 роки. Старший солдат, 95ОДШБр. | 6 квітня 2022                          | Загинув поблизу населеного пункту Довгеньке Ізюмського району Харківської області. Нагороджений орденом «За мужність» III ступеня (посмертно). |
|                                                 |                  | Шкурко Богдан Олексійович                                            | Молодший сержант, військовослужбовець ЗС України (підрозділ — не уточнено). | (дата підлягає уточненню)              | Загинув в боях з агресором в ході відбиття російського вторгнення в Україну (місце — не уточнено). Нагороджений орденом «За мужність» III ступеня (посмертно). |
|                                                 |                  | Ярошенко Олександр В'ячеславович                                     | Старший солдат, військовослужбовець ЗС України (підрозділ — не уточнено). | (дата підлягає уточненню)              | Загинув в боях з агресором в ході відбиття російського вторгнення в Україну (місце — не уточнено). Нагороджений орденом «За мужність» III ступеня (посмертно). |
|                                                 |                  | Бандурченко Олег Станіславович                                       | Старший солдат, військовослужбовець ЗС України (підрозділ — не уточнено). | (дата підлягає уточненню)              | Загинув в боях з агресором в ході відбиття російського вторгнення в Україну (місце — не уточнено). Нагороджений медаллю «За військову службу Україні» (посмертно). |
|                                                 |                  | Потапенко Олександр Миколайович                                      | Головний сержант, військовослужбовець ЗС України (підрозділ — не уточнено). | (дата підлягає уточненню)              | Загинув в боях з агресором в ході відбиття російського вторгнення в Україну (місце — не уточнено). Нагороджений медаллю «За військову службу Україні» (посмертно). |
|                                                 |                  | Барилюк Орест Олексійович                                            | Солдат, військовослужбовець ЗС України (підрозділ — не уточнено). | (дата підлягає уточненню)              | Загинув в боях з агресором в ході відбиття російського вторгнення в Україну (місце — не уточнено). Нагороджений орденом «За мужність» III ступеня (посмертно). |
|                                                 |                  | Блюсенко Олександр Вадимович                                         | Солдат, військовослужбовець ЗС України (підрозділ — не уточнено). | (дата підлягає уточненню)              | Загинув в боях з агресором в ході відбиття російського вторгнення в Україну (місце — не уточнено). Нагороджений орденом «За мужність» III ступеня (посмертно). |
|                                                 |                  | Букин Олександр Миколайович                                          | Старший солдат, військовослужбовець ЗС України (підрозділ — не уточнено). | (дата підлягає уточненню)              | Загинув в боях з агресором в ході відбиття російського вторгнення в Україну (місце — не уточнено). Нагороджений орденом «За мужність» III ступеня (посмертно). |
|                                                 |                  | Головко Олександр Іванович («Фенікс»)                                | 2 квітня 1980, с. Шрамівка, Черкаська область. Протягом 2014—2016 років брав участь Молодший сержант, військовослужбовець ЗС України (підрозділ — не уточнено). | (дата підлягає уточненню)              | Загинув в боях з агресором в ході відбиття російського вторгнення в Україну (місце — не уточнено). Нагороджений орденом «За мужність» III ступеня (посмертно). |
|                                                 |                  | Гой Олександр Олексійович                                            | Старший солдат, військовослужбовець в/ч А1736. | 5 березня 2022                         | Загинув в боях з агресором в ході відбиття російського вторгнення в Україну (місце — не уточнено). Нагороджений орденом «За мужність» III ступеня (посмертно). |
|                                                 |                  | Коньшин Руслан Владиславович                                         | Солдат, військовослужбовець 92 ОМБр | (дата підлягає уточненню)              | Загинув в боях з агресором в ході відбиття російського вторгнення в Україну (місце — не уточнено). Нагороджений орденом «За мужність» III ступеня (посмертно). |
|                                                 |                  | Коробка Олександр Олександрович                                      | с. Ватутіне, Харківська область. Навчався у Ватутінській школі, яку закінчив на відмінно. Після навчання у виші працював інженером. Був висококваліфікованим спеціалістом. Старший лейтенант, військовослужбовець ЗС України (підрозділ — не уточнено). | (дата підлягає уточненню)              | Загинув під час звільнення Харківщини. Нагороджений орденом «За мужність» III ступеня (посмертно). |
|                                                 |                  | Лахман Олександр Сергійович                                          | 3.03.1984, м. Лозова, Харківська область. Солдат, батальйон «Айдар». | (дата підлягає уточненню)              | Загинув в боях з агресором в ході відбиття російського вторгнення в Україну (місце — не уточнено). Нагороджений орденом «За мужність» III ступеня (посмертно). |
|                                                 |                  | Маїк Тарас Михайлович                                                | 1983, с. Станин Радехівського району Львівської області. Солдат, військовослужбовець ЗС України (підрозділ — не уточнено). | 30 березня 2022                        | Загинув в боях з агресором в ході відбиття російського вторгнення в Україну (місце — не уточнено). Нагороджений орденом «За мужність» III ступеня (посмертно). |
|                                                 |                  | Осінський Віталій Валентинович                                       | 12 лютого 1979, с. Перелісок Новоград-Волинського району Житомирської області. Понад 20 років працював на фабриці «Рошен», зробивши кар'єру від вантажника до оператора-комірника. Старший солдат, в.ч. А2167, 72ОМБр. | 13 березня 2022                        | Загинув у запеклому бою за село Мощун на Київщині. Нагороджений орденом «За мужність» III ступеня (посмертно). |
|                                                 |                  | Пузік Роман Миколайович                                              | Солдат, військовослужбовець 92 ОМБр | 10 березня 2022                        | Загинув в боях з агресором в ході відбиття російського вторгнення в Україну загинув під Чугуєвом. Нагороджений орденом «За мужність» III ступеня (посмертно). |
|                                                 |                  | Родичев Олександр Вадимович                                          | Старший солдат, військовослужбовець ЗС України (підрозділ — не уточнено). | (дата підлягає уточненню)              | Загинув в боях з агресором в ході відбиття російського вторгнення в Україну (місце — не уточнено). Нагороджений орденом «За мужність» III ступеня (посмертно). |
|                                                 |                  | Удовиченко Роман Миколайович                                         | 15 березня 1979, м. Богодухів на Харківщині. Закінчив 9 класів Богодухівської ЗОШ І-ІІІ ступенів № 2 у 1994 році. Продовжив навчання в Богодухівському СПТУ № 51. Старший солдат, військовослужбовець 92 ОМБр. | березень 2022                          | Загинув в боях з агресором в ході відбиття російського вторгнення в Україну (місце — не уточнено). Нагороджений орденом «За мужність» III ступеня (посмертно). |
|                                                 |                  | Філіппова Марія Ігорівна                                             | Сержант, військовослужбовиця 92 ОМБр. | (дата підлягає уточненню)              | Загинула в боях з агресором в ході відбиття російського вторгнення в Україну (місце — не уточнено). Нагороджена орденом «За мужність» III ступеня (посмертно). |
|                                                 |                  | Хорик Андрій Васильович                                              | 27 травня 1998, с. Голосків Летичівського району. Служив у 80-тій окремій десантно-штурмовій бригаді у м. Львові. Навички удосконалював на полігонах Львівської області, Івано-Франківщини, Рівного. З початком повномасштабного російського вторгнення перебував на півдні України, захищаючи мир на рідній землі. Солдат | березень 2022                          | Загинув в боях з агресором в ході відбиття російського вторгнення в Україну (місце — не уточнено). Нагороджений орденом «За мужність» III ступеня (посмертно). |
|                                                 |                  | Гавва Андрій Віталійович                                             | Старший лейтенант, командир взводу 36ОБрМП | (дата підлягає уточненню)              | Загинув в боях з агресором в ході відбиття російського вторгнення в Україну (місце — не уточнено). Нагороджений орденом «За мужність» II ступеня (посмертно). |
|                                                 |                  | Безсмертний Олександр Миколайович                                    | Старший солдат, 13-й окремий мотопіхотний батальйон «Чернігів-1», 58 ОМПБр. | (дата підлягає уточненню)              | Загинув в боях з агресором в ході відбиття російського вторгнення в Україну (місце — не уточнено). Нагороджений орденом «За мужність» III ступеня (посмертно). |
|                                                 |                  | Голуб Максим Олегович                                                | Матрос, військовослужбовець підрозділу 36ОБрМП ВМС ЗС України. | (дата підлягає уточненню)              | Загинув в боях з агресором в ході відбиття російського вторгнення в Україну (місце — не уточнено). Нагороджений орденом «За мужність» III ступеня (посмертно). |
|                                                 |                  | Гутнік Владислав Олексійович                                         | 2.04.2003. Молодший сержант, військовослужбовець 36ОБрМП. | 18 березня 2022                        | Загинув в боях з агресором в ході відбиття російського вторгнення в Україну (місце — не уточнено). Нагороджений орденом «За мужність» III ступеня (посмертно). |
|                                                 |                  | Зеленський Денис Володимирович                                       | 3.09.1992. Старший матрос, військовослужбовець 36ОБрМП ВМС ЗС України. | 24 березня 2022                        | Загинув в боях з агресором в ході відбиття російського вторгнення в Україну (місце — не уточнено). Нагороджений орденом «За мужність» III ступеня (посмертно). |
|                                                 |                  | Ковальов Микола Миколайович                                          | Матрос, військовослужбовець ВМС ЗС України (підрозділ — не уточнено). | (дата підлягає уточненню)              | Загинув в боях з агресором в ході відбиття російського вторгнення в Україну (місце — не уточнено). Нагороджений орденом «За мужність» III ступеня (посмертно). |
|                                                 |                  | Кондрат Владислав Дмитрович                                          | Солдат, військовослужбовець ЗС України (підрозділ — не уточнено). | (дата підлягає уточненню)              | Загинув в боях з агресором в ході відбиття російського вторгнення в Україну (місце — не уточнено). Нагороджений орденом «За мужність» III ступеня (посмертно). |
|                                                 |                  | Ліферов Ігор Іванович («Кіборг»)                                     | Був мобілізований в 2014-му році і обороняв Донецький аеропорт у складі 93ОМБр. У 2016-му році підписав контракт з 36ОБрМП і служив в місті Маріуполь. У 2017-му році одружився, у 2019-му народилася донька. У 2019-му пройшов навчання і отримав звання молодший сержант. Молодший сержант, військовослужбовець 36ОБрМП | (дата підлягає уточненню)              | Загинув в боях з агресором в ході відбиття російського вторгнення в Україну (місце — не уточнено). Нагороджений орденом «За мужність» III ступеня (посмертно). |
|                                                 |                  | Мельников Роман Романович                                            | 19.08.1999. Старший матрос, військовослужбовець 36ОБрМП ВМС ЗС України | (дата підлягає уточненню)              | Загинув в боях з агресором в ході відбиття російського вторгнення в Україну (місце — не уточнено). Нагороджений орденом «За мужність» III ступеня (посмертно). |
|                                                 |                  | Нагорнюк Євгеній Васильович («Шульц»)                                | 19.10.1983, с. Гельмязів, Черкаська область. Згодом його родина переїхала до Києва. Навчався в школі № 64 в Солом'янському районі. У 2014-му році брав участь в АТО. У 2019-му отримав другу вищу освіту в університеті комунікацій, працював інженером в компанії Сітронікс. Солдат, військовослужбовець 72ОМБр. | 14 березня 2022                        | Загинув поблизу села Мощун. Нагороджений орденом «За мужність» III ступеня (посмертно). Залишилося троє дітей. |
|                                                 |                  | Осінський Андрій Мирославович                                        | Майор, в.ч. А1215, 302-й зенітний ракетний полк. | (дата підлягає уточненню)              | Загинув в Харків. Нагороджений орденом «За мужність» III ступеня (посмертно). |
|                                                 |                  | Пономаренко Василь Анатолійович                                      | 26.5.2002. Матрос, гранатометник, військовослужбовець 36ОБрМП. | 18 березня 2022                        | Загинув в Маріуполі. Нагороджений орденом «За мужність» III ступеня (посмертно). |
|                                                 |                  | Слободенюк Станіслав Віталійович                                     | 23 серпня 1995, м. Рубіжне, Луганська область. Навчався в СШ№ 8 та СШ№ 2. Здобув освіту на кафедрі хімічної технології та інженерії Східноукраїнського національного університету імені Даля. Старший солдат, військовослужбовець ЗС України, в.ч. А1215, 302-й зенітний ракетний полк. | 24 лютого 2022                         | Загинув в Харкові від обстрілу. Нагороджений орденом «За мужність» III ступеня (посмертно). |
|                                                 |                  | Твердохліб Валерій Анатолійович                                      | 28.08.1979. Майор, військовослужбовець ЗС України (підрозділ — не уточнено). | 4 квітня 2022                          | Пропав безвісти в Харківській області не раніше 4 квітня 2022. Нагороджений орденом «За мужність» III ступеня (посмертно). |
|                                                 |                  | Федоришин Євгеній Ігорович                                           | 31 серпня 1969, м. Канів. Боронив територіальну незалежність України ще під час АТО/ООС. З початку повномасштабного вторгнення росії став до лав ЗСУ. Він був майстер-сержантом, командиром танкового взводу танкової роти танкового батальйону однієї з військових частин. Майстер-сержант, військовослужбовець 36ОБрМП | 22 березня 2022                        | Загинув виконуючи бойове завдання під Маріуполем. Нагороджений орденом «За мужність» III ступеня (посмертно). |
|                                                 |                  | Чигирик Даниїл Євгенійович                                           | Старший матрос, військовослужбовець 36ОБрМП ВМС ЗС України | 12 березня 2022                        | Загинув в боях з агресором в ході відбиття російського вторгнення в Україну (місце — не уточнено). Нагороджений орденом «За мужність» III ступеня (посмертно). |
|                                                 |                  | Шульга Андрій Олександрович                                          | Матрос, військовослужбовець підрозділу ВМС ЗС України (підрозділ — не уточнено). | (дата підлягає уточненню)              | Загинув в боях з агресором в ході відбиття російського вторгнення в Україну (місце — не уточнено). Нагороджений орденом «За мужність» III ступеня (посмертно). |
|                                                 |                  | Романик Іван Миронович                                               | Солдат, військовослужбовець ЗС України (підрозділ — не уточнено). | (дата підлягає уточненню)              | Загинув в боях з агресором в ході відбиття російського вторгнення в Україну (місце — не уточнено). Нагороджений медаллю «Захиснику Вітчизни» (посмертно). |
|                                                 |                  | Морозов Юрій Геннадійович                                            | Капітан, військовослужбовець ЗС України (підрозділ — не уточнено). | (дата підлягає уточненню)              | Загинув в боях з агресором в ході відбиття російського вторгнення в Україну. Нагороджений орденом «Богдана Хмельницького» III ступеня (посмертно). |
|                                                 |                  | Івахнін Олег Олександрович                                           | Матрос, військовослужбовець підрозділу ВМС ЗС України (підрозділ — не уточнено). | 1 квітня 2022                          | Загинув в боях з агресором в ході відбиття російського вторгнення в Україну (місце — не уточнено). Нагороджений орденом «За мужність» III ступеня (посмертно). |
|                                                 |                  | Новіков Володимир Іванович                                           | Солдат, військовослужбовець ЗС України (підрозділ — не уточнено). | (дата підлягає уточненню)              | Загинув в боях з агресором в ході відбиття російського вторгнення в Україну (місце — не уточнено). Нагороджений орденом «За мужність» III ступеня (посмертно). |
|                                                 |                  | Портянка Ярослав Юрійович                                            | Солдат, військовослужбовець ЗС України (підрозділ — не уточнено). | (дата підлягає уточненню)              | Випускник Маловільшанської гімназії Київської області Загинув в боях з агресором в ході відбиття російського вторгнення в Україну (місце — не уточнено). Нагороджений орденом «За мужність» III ступеня (посмертно). |
|                                                 |                  | Сторчак Юрій Володимирович                                           | Солдат, військовослужбовець ЗС України (підрозділ — не уточнено). | (дата підлягає уточненню)              | Загинув в боях з агресором в ході відбиття російського вторгнення в Україну (місце — не уточнено). Нагороджений орденом «За мужність» III ступеня (посмертно). |
|                                                 |                  | Цимбал Максим Віталійович                                            | 10 травня 1999, м. Олександрія. Загальну середню освіту здобув у ліцеї № 17, після чого вступив до Донецького національного медичного університету, де отримав кваліфікацію лікаря. Проходячи інтернатуру у військовому медичному шпиталі, вирішив змінити напрямок освіти на спеціальність бойового медика. Служив в 501-му батальйоні 36 бригади у місті Бердянськ. На момент повномасштабного вторгнення був інструктором у навчальному центрі «Десна» Чернігівської області, де викладав тактичну медицину. У березні 2022 переїхав до свого підрозділу в місті Запоріжжя та захищав кордони області. Матрос, військовослужбовець підрозділу ВМС ЗС України (підрозділ — не уточнено). | 1 квітня 2022                          | Загинув під час штурмової операції біля села Мирне Запорізької області. Нагороджений орденом «За мужність» III ступеня (посмертно). |
|                                                 |                  | Пепельжи Семен Миколайович                                           | 10.09.1983. Старший солдат, старший кулеметник. | (дата підлягає уточненню)              | Загинув в боях з агресором в ході відбиття російського вторгнення в Україну (місце — не уточнено). Нагороджений орденом «За мужність» III ступеня (посмертно). |
|                                                 |                  | Потебня Вадим Михайлович («Граф»)                                    | 1990, м. Остер. Воював з 2015-го року. Одне поранення було 31 березня 2022. Він отримав поранення в голову, але не дуже значне. Він пролікувався неділю, пробув у госпіталі й потім вернувся до своїх побратимів, він ніяк їх не міг залишити. 30 разів підтягувався і три кілометри за менше ніж 13 хвилин бігав. Старший солдат, військовослужбовець частини НГУ ОЗСП «Азов». | 11 квітня 2022                         | В окупованому Маріуполі отримав поранення ноги, а наступного дня 11 квітня 2022 помер на операційному столі. Нагороджений орденом «За мужність» III ступеня (посмертно). Похорон відбувся 6 березня 2023 в місті Остер на Чернігівщині. |
|                                                 |                  | Седаков Сергій Євгенійович («Молнія»)                                | Старший сержант, військовослужбовець ОЗСП «Азов». | 12 квітня 2022                         | Загинув в битві за Маріуполь. Нагороджений орденом «За мужність» III ступеня (посмертно). |
|                                                 |                  | Губанов Вадим Геннадійович                                           | Солдат, військовослужбовець ЗС України (підрозділ — не уточнено). | (дата підлягає уточненню)              | Загинув в боях з агресором в ході відбиття російського вторгнення в Україну (місце — не уточнено). Нагороджений орденом «За мужність» III ступеня (посмертно). |
|                                                 |                  | Мурин Михайло Юрійович                                               | Старший солдат, військовослужбовець ЗС України (підрозділ — не уточнено). | 16 квітня 2022                         | Загинув в боях з агресором в ході відбиття російського вторгнення в Україну (місце — не уточнено). Нагороджений орденом «За мужність» III ступеня (посмертно). |
|                                                 |                  | Чумаколенко Андрій Вікторович                                        | 23.05.1985, м. Харцизьк Донецької області. З 2009 року проживав в м. Маріуполь. Солдат, служив радіо мінером у 53 окремій механізованій бригаді імені Володимира Мономаха. | 22 березня 2022                        | Загинув під м. Вугледар Донецької області. Нагороджений орденом «За мужність» III ступеня (посмертно). |
|                                                 |                  | Шаповалов Андрій Вікторович                                          | Старший лейтенант, військовослужбовець ЗС України (підрозділ — не уточнено). | (дата підлягає уточненню)              | Загинув в боях з агресором в ході відбиття російського вторгнення в Україну (місце — не уточнено). Нагороджений орденом «За мужність» III ступеня (посмертно). |
|                                                 |                  | Лобода Роман Вікторович                                              | Старший сержант, військовослужбовець ЗС України (підрозділ — не уточнено). | (дата підлягає уточненню)              | Загинув в боях з агресором в ході відбиття російського вторгнення в Україну (місце — не уточнено). Нагороджений медаллю «За військову службу Україні» (посмертно). |
|                                                 |                  | Нестеров Сергій Миколайович                                          | Сержант, військовослужбовець ЗС України (підрозділ — не уточнено). | (дата підлягає уточненню)              | Загинув в боях з агресором в ході відбиття російського вторгнення в Україну (місце — не уточнено). Нагороджений медаллю «За військову службу Україні» (посмертно). |
|                                                 |                  | Алєксєєв Антон Олександрович                                         | Старший сержант, військовослужбовець ЗС України (підрозділ — не уточнено). | (дата підлягає уточненню)              | Загинув в боях з агресором в ході відбиття російського вторгнення в Україну (місце — не уточнено). Нагороджений орденом «За мужність» III ступеня (посмертно). |
|                                                 |                  | Барабаш Руслан Натікович                                             | Старший сержант, військовослужбовець ЗС України (підрозділ — не уточнено). | (дата підлягає уточненню)              | Загинув в боях з агресором в ході відбиття російського вторгнення в Україну (місце — не уточнено). Нагороджений орденом «За мужність» III ступеня (посмертно). |
|                                                 |                  | Бондарчук Андрій Богданович                                          | Старший солдат, військовослужбовець ЗС України (підрозділ — не уточнено). | (дата підлягає уточненню)              | Загинув в боях з агресором в ході відбиття російського вторгнення в Україну (місце — не уточнено). Нагороджений орденом «За мужність» III ступеня (посмертно). |
|                                                 |                  | Борисов Антон Григорович                                             | Старший солдат, військовослужбовець ЗС України (підрозділ — не уточнено). | (дата підлягає уточненню)              | Загинув в боях з агресором в ході відбиття російського вторгнення в Україну (місце — не уточнено). Нагороджений орденом «За мужність» III ступеня (посмертно). |
|                                                 |                  | Волков Євгеній Костянтинович                                         | Солдат, військовослужбовець ЗС України (підрозділ — не уточнено). | (дата підлягає уточненню)              | Загинув в боях з агресором в ході відбиття російського вторгнення в Україну в бою за столицю — місто Київ. Нагороджений орденом «За мужність» III ступеня (посмертно). |
|                                                 |                  | Галич Андрій Олександрович                                           | Старший сержант, військовослужбовець ЗС України (підрозділ — не уточнено). | (дата підлягає уточненню)              | Загинув в боях з агресором в ході відбиття російського вторгнення в Україну (місце — не уточнено). Нагороджений орденом «За мужність» III ступеня (посмертно). |
|                                                 |                  | Гій Володимир Богданович                                             | Солдат, військовослужбовець ЗС України (підрозділ — не уточнено). | 21 березня 2022                        | Загинув у ніч на 21 березня в боях з агресором в ході відбиття російського вторгнення в Україну поблизу м. Києва. Нагороджений орденом «За мужність» III ступеня (посмертно). |
|                                                 |                  | Деханов Андрій Геннадійович                                          | Штаб-сержант, військовослужбовець 17 ОТБр. | (дата підлягає уточненню)              | Загинув в боях з агресором в ході відбиття російського вторгнення в Україну (місце — не уточнено). Нагороджений орденом «За мужність» III ступеня (посмертно). |
|                                                 |                  | Єрмаков Костянтин Валерійович                                        | Солдат, військовослужбовець ЗС України (підрозділ — не уточнено). | 15 квітня 2022                         | Загинув в боях з агресором в ході відбиття російського вторгнення в Україну (місце — не уточнено). Нагороджений орденом «За мужність» III ступеня (посмертно). |
|                                                 |                  | Железняк Андрій Анатолійович                                         | Солдат, військовослужбовець ЗС України (підрозділ — не уточнено). | (дата підлягає уточненню)              | Загинув в боях з агресором в ході відбиття російського вторгнення в Україну (місце — не уточнено). Нагороджений орденом «За мужність» III ступеня (посмертно). |
|                                                 |                  | Ломов Михайло Васильович                                             | Сержант, військовослужбовець ЗС України (підрозділ — не уточнено). | 6 квітня 2022                          | Загинув в боях з агресором в ході відбиття російського вторгнення в Україну (місце — не уточнено). Нагороджений орденом «За мужність» III ступеня (посмертно). |
|                                                 |                  | Мартинов Олексій Миколайович                                         | Солдат, військовослужбовець ЗС України (підрозділ — не уточнено). | (дата підлягає уточненню)              | Загинув в боях з агресором в ході відбиття російського вторгнення в Україну (місце — не уточнено). Нагороджений орденом «За мужність» III ступеня (посмертно). |
|                                                 |                  | Одерій Владислав Федорович                                           | Солдат, військовослужбовець ЗС України (підрозділ — не уточнено). | (дата підлягає уточненню)              | Загинув в боях з агресором в ході відбиття російського вторгнення в Україну (місце — не уточнено). Нагороджений орденом «За мужність» III ступеня (посмертно). |
|                                                 |                  | Олександренко Станіслав Олексійович                                  | Штаб-сержант, військовослужбовець ЗС України (підрозділ — не уточнено). | (дата підлягає уточненню)              | Загинув в боях з агресором в ході відбиття російського вторгнення в Україну (місце — не уточнено). Нагороджений орденом «За мужність» III ступеня (посмертно). |
|                                                 |                  | Павлюк Максим Миколайович                                            | Старший солдат, військовослужбовець ЗС України (підрозділ — не уточнено). | (дата підлягає уточненню)              | Загинув в боях з російськими окупантами в ході відбиття російського вторгнення в Україну (місце — не уточнено). Нагороджений орденом «За мужність» III ступеня (посмертно). |
|                                                 |                  | Хриплівцев Олексій Миколайович                                       | Солдат, військовослужбовець 92 ОМБр. | (дата підлягає уточненню)              | Загинув в боях з агресором в ході відбиття російського вторгнення в Україну (місце — не уточнено). Нагороджений орденом «За мужність» III ступеня (посмертно). |
|                                                 |                  | Шишацький Сергій Володимирович                                       | Старший сержант, військовослужбовець 92 ОМБр. | (дата підлягає уточненню)              | Загинув в боях з агресором в ході відбиття російського вторгнення в Україну (місце — не уточнено). Нагороджений орденом «За мужність» III ступеня (посмертно). |
|                                                 |                  | Карпенко Роман Ігорович                                              | Старший солдат, військовослужбовець ЗС України (підрозділ — не уточнено). | (дата підлягає уточненню)              | Загинув в боях з агресором в ході відбиття російського вторгнення в Україну (місце — не уточнено). Нагороджений орденом «За мужність» III ступеня (посмертно). |
|                                                 |                  | Ковальов Станіслав Олександрович                                     | Солдат, військовослужбовець ЗС України (підрозділ — не уточнено). | (дата підлягає уточненню)              | Загинув в боях з агресором в ході відбиття російського вторгнення в Україну (місце — не уточнено). Нагороджений орденом «За мужність» III ступеня (посмертно). |
|                                                 |                  | Плотніков Анатолій Сергійович                                        | Солдат, військовослужбовець ЗС України (підрозділ — не уточнено). | (дата підлягає уточненню)              | Загинув в боях з агресором в ході відбиття російського вторгнення в Україну (місце — не уточнено). Нагороджений орденом «За мужність» III ступеня (посмертно). |
|                                                 |                  | Семенов Юрій Володимирович                                           | Старший солдат, військовослужбовець ЗС України (підрозділ — не уточнено). | (дата підлягає уточненню)              | Загинув в боях з агресором в ході відбиття російського вторгнення в Україну (місце — не уточнено). Нагороджений орденом «За мужність» III ступеня (посмертно). |
|                                                 |                  | Великий Олександр Васильович                                         | Солдат, військовослужбовець ЗС України (підрозділ — не уточнено). | (дата підлягає уточненню)              | Загинув в боях з агресором в ході відбиття російського вторгнення в Україну (місце — не уточнено). Нагороджений орденом «За мужність» III ступеня (посмертно). |
|                                                 |                  | Кокурін Вадим Володимирович                                          | Солдат, військовослужбовець ЗС України (підрозділ — не уточнено). | (дата підлягає уточненню)              | Загинув в боях з агресором в ході відбиття російського вторгнення в Україну (місце — не уточнено). Нагороджений орденом «За мужність» III ступеня (посмертно). |
|                                                 |                  | Копанішин Костянтин Богданович                                       | Молодший сержант, військовослужбовець ЗС України (підрозділ — не уточнено). | (дата підлягає уточненню)              | Загинув в боях з агресором в ході відбиття російського вторгнення в Україну (місце — не уточнено). Нагороджений орденом «За мужність» III ступеня (посмертно). |
|                                                 |                  | Кравченко Євгеній Євгенійович                                        | Старший сержант, військовослужбовець ЗС України (підрозділ — не уточнено). | (дата підлягає уточненню)              | Загинув в боях з агресором в ході відбиття російського вторгнення в Україну (місце — не уточнено). Нагороджений орденом «За мужність» III ступеня (посмертно). |
|                                                 |                  | Пікула Кирило Володимирович                                          | Старший сержант, військовослужбовець ЗС України (підрозділ — не уточнено). | (дата підлягає уточненню)              | Загинув в боях з агресором в ході відбиття російського вторгнення в Україну (місце — не уточнено). Нагороджений орденом «За мужність» III ступеня (посмертно). |
|                                                 |                  | Рапіна Олександр Григорович                                          | Солдат, військовослужбовець ЗС України (підрозділ — не уточнено). | 11 березня 2022                        | Загинув в боях з агресором в ході відбиття російського вторгнення в Україну (місце — не уточнено). Нагороджений орденом «За мужність» III ступеня (посмертно). |
|                                                 |                  | Степаненко Владислав Валерійович                                     | Солдат, військовослужбовець ЗС України (підрозділ — не уточнено). | (дата підлягає уточненню)              | Загинув в боях з агресором в ході відбиття російського вторгнення в Україну (місце — не уточнено). Нагороджений орденом «За мужність» III ступеня (посмертно). |
|                                                 |                  | Штургун В'ячеслав Геннадійович                                       | Старший сержант, військовослужбовець ЗС України (підрозділ — не уточнено). | (дата підлягає уточненню)              | Загинув в боях з агресором в ході відбиття російського вторгнення в Україну (місце — не уточнено). Нагороджений орденом «За мужність» III ступеня (посмертно). |
|                                                 |                  | Лялюк Вадим Миколайович                                              | Сержант, військовослужбовець ЗС України (підрозділ — не уточнено). | (дата підлягає уточненню)              | Загинув в боях з агресором в ході відбиття російського вторгнення в Україну (місце — не уточнено). Нагороджений медаллю «Захиснику Вітчизни» (посмертно). |
|                                                 |                  | Чернюк Віктор Миколайович                                            | Солдат, військовослужбовець ЗС України (підрозділ — не уточнено). | (дата підлягає уточненню)              | Загинув в боях з агресором в ході відбиття російського вторгнення в Україну (місце — не уточнено). Нагороджений медаллю «Захиснику Вітчизни» (посмертно). |
|                                                 |                  | Шаповал Владислав Ігорович                                           | Солдат, військовослужбовець ЗС України (підрозділ — не уточнено). | (дата підлягає уточненню)              | Загинув в боях з агресором в ході відбиття російського вторгнення в Україну (місце — не уточнено). Нагороджений медаллю «Захиснику Вітчизни» (посмертно). |
|                                                 |                  | Козюбенко Олег Анатолійович                                          | Старший солдат, військовослужбовець ОЗСП «Азов» Національної гвардії України. | (дата підлягає уточненню)              | Загинув в боях з агресором в ході відбиття російського вторгнення в Україну (місце — не уточнено). Нагороджений орденом «За мужність» III ступеня (посмертно). |
|                                                 |                  | Лєсніця Сергій Валерійович                                           | Солдат, військовослужбовець ОЗСП «Азов» Національної гвардії України. | (дата підлягає уточненню)              | Загинув в боях з агресором в ході відбиття російського вторгнення в Україну (місце — не уточнено). Нагороджений орденом «За мужність» III ступеня (посмертно). |
|                                                 |                  | Ушаков Олександр Олександрович                                       | Старший солдат, військовослужбовець ОЗСП «Азов» Національної гвардії України. | (дата підлягає уточненню)              | Загинув в боях з агресором в ході відбиття російського вторгнення в Україну (місце — не уточнено). Нагороджений орденом «За мужність» III ступеня (посмертно). |

### Примітка
1. 16 квітня 2022 року, Президент України Володимир Зеленський під час інтерв'ю телерадіокомпанії CNN повідомив, що у війні з російськими окупантами загинуло від 2500 до 3000 українських військових[258].
2. «Таблиця/Список загиблих» буде наповнюватися та корегуватися по мірі можливості за надходженням відповідної інформації, яка постійно змінюється в результаті інтенсивності бойових дій (посилання — тільки на офіційні та перевірені джерела)
3. Див. розділ «Обговорення».
4. Відомості з Указів Президента України «Про присвоєння звання Герой України», «Про відзначення державними нагородами України» доповнювати в кінці основної Таблиці, з подальшим уточненням соц.-демографічними даними загиблих Героїв і рознесенням записів за відповідними датами!

## Померлі або вбиті в ході російського вторгнення в Україну (2022) демобілізовані учасники АТО/ООС
Кагальняк Назар Вікторович («Назарчик»), 50 років, селище Абрикосівка Херсонська область. Учасник АТО. Колишній військовослужбовець 28 ОМБр. Нагороджений орденом «За мужність» III ступеня. Останні 15 років працював на підприємстві брата — займався поліруванням пам'ятників. Воював понад рік. Після повернення з Донбасу пережив два інфаркти, а 2021 року ще й складну операцію на серці. З того часу він переважно був удома, порався з дітьми по господарству. Через деякий час після повернення з фронту розлучився з дружиною і сам опікувався чотирма дітьми. Через підірване здоров'я не пішов захищати Україну під час нового російського вторгнення в Україну. 6 квітня 2022 року був викрадений російськими окупантами та піддавався жорстким побиттям та катуванням. Того ж дня побитого Назара росіяни привезли додому в Абрикосівку. Через дві доби після катування йому стало дуже зле. Були ознаки інсульту. Та до лікарні батька не забрали — медпрацівники не виявили крововиливу в мозок. Назару ставало дедалі гірше і його доставили в районну лікарню до м. Олешок, де наступного дня він помер. Це сталося 20 квітня, на день народження молодшого сина. Залишилося три доньки: 25-річна Діана, 22-річна Валерія, 13-річна Уляна, а також син Ілля — йому 9.